# Sehenswürdigkeiten in München
Die bayerische Landeshauptstadt München weist zahlreiche städtebauliche  und architektonische Sehenswürdigkeiten auf. Sie prägen das Stadtbild mit.

## Altstadt

### Marienplatz

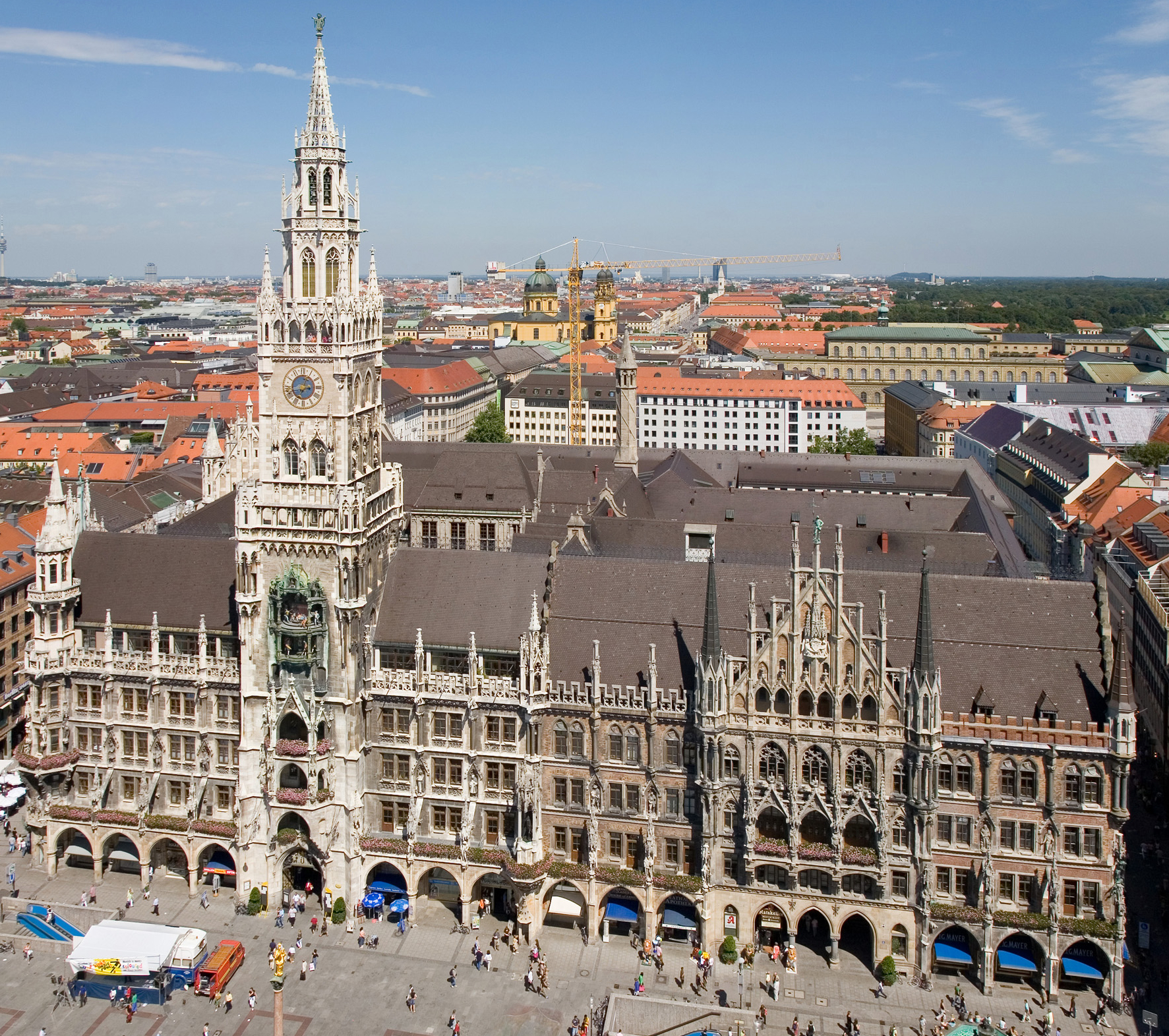
Das Neue Rathaus am Marienplatz

Im Zentrum Münchens befindet sich der Marienplatz mit der Mariensäule, dem Neuen Rathaus und seinem berühmten Glockenspiel und dem Alten Rathaus.
Der Marienplatz liegt am Kreuzungspunkt der beiden Hauptachsen, der Ost-West-Achse zwischen Isartor und Karlstor und der Süd-Nord-Achse zwischen Sendlinger Tor und dem im 19. Jahrhundert abgebrochenen Schwabinger Tor. Im Nordwesten des Platzes liegt das Kreuzviertel, im Südwesten das Hackenviertel, im Südosten das Angerviertel und im Nordosten das Graggenauviertel.

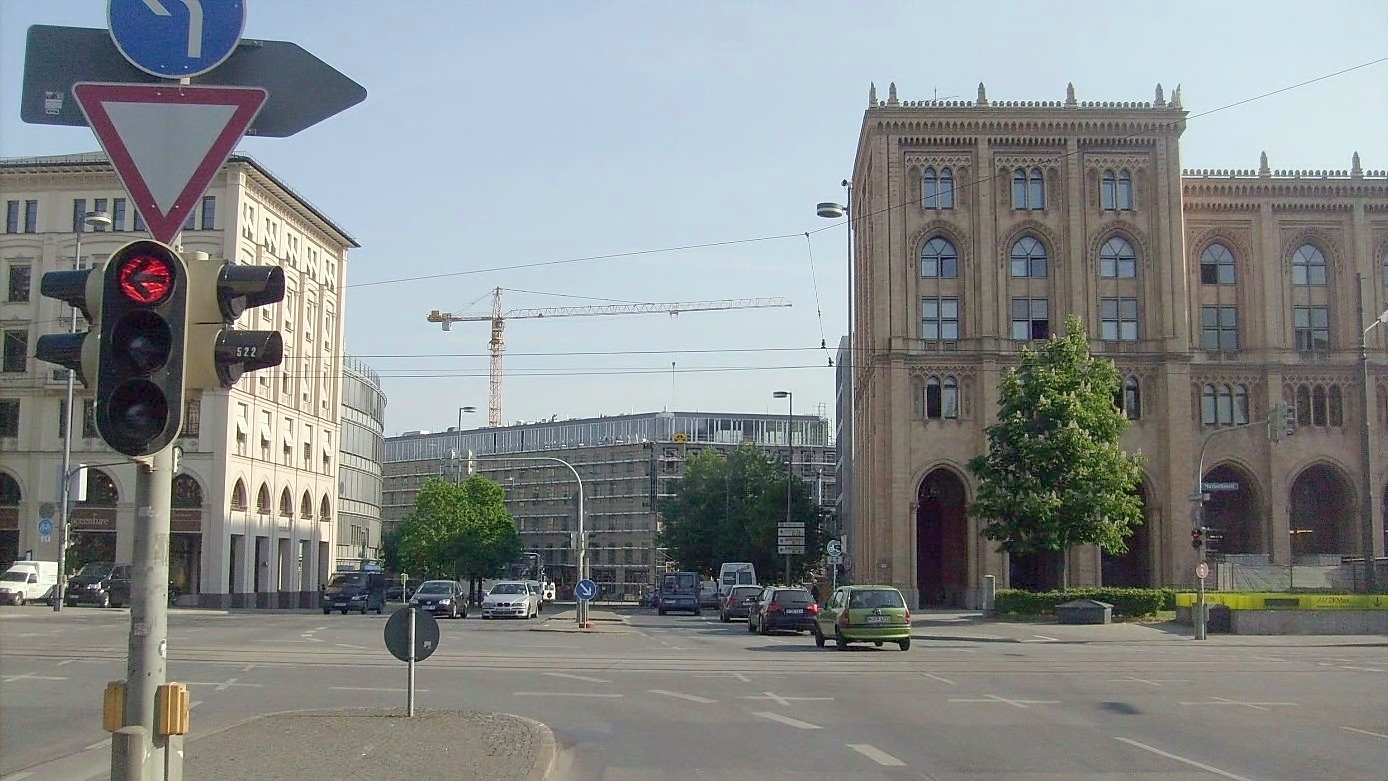
Durchbruch des Altstadtrings an der Maximilianstraße

Die Münchner Altstadt ist nach den Zerstörungen des Zweiten Weltkrieges fast zur Gänze neu errichtet worden, beinahe alle Gebäude waren zerstört oder beschädigt. So stammen die meisten Gebäude weitgehend aus den Nachkriegsjahrzehnten. Obwohl gerade weite Bereiche um die Frauenkirche nach der Trümmerräumung als eingeebnetes Bauland für den Neuaufbau bereitstanden, erscheint heute die Altstadt auf den ersten Blick als „gewachsenes“ Ensemble, das Ergebnis sorgfältiger Planung und Denkmalpolitik, trotz einiger radikaler Schnitte, die später als Zweite Zerstörung Münchens bezeichnet wurden.

### Kreuzviertel und Stachus
Nordwestlich des Marienplatzes steht die Frauenkirche, eine der größte Kirchen und das Wahrzeichen der Stadt.
Nach Westen führt die Fußgängerzone Kaufingerstraße/Neuhauser Straße zum Stachus mit dem Karlstor.
Das Karlstor hieß ursprünglich Neuhauser Tor und war zusammen mit Isartor und dem Sendlinger Tor Teil der zweiten Stadtbefestigung aus dem 14. Jahrhundert. Davon sind heute nur noch die beiden Außentürme erhalten. Im Mittelteil befinden sich in den Ecken die sogenannten Kragenköpfe, die vier Münchner Originale darstellen. Da ist der Kutscher (Xaver) Krenkl, der im Englischen Garten König Ludwig I. überholte und ihm ein Wer ko, der ko entgegenrief, der letzte bayerische Hofnarr Prangerl, der Bassgeiger aus dem Hofbräuhaus Baron Sulzbeck und der Finessensepperl, der Liebesbriefe zustellte.
In der Neuhauser Straße befinden sich mit der Michaelskirche und der Bürgersaalkirche zwei bedeutende Kirchenbauten. Neben St. Michael, der größten Renaissancekirche nördlich der Alpen, befindet sich die Alte Akademie, das ehemalige Jesuitenkolleg. Die ebenfalls in der Neuhauser Straße (Hausnummer 2) gelegene ehemalige Augustinerkirche wird seit der Säkularisation nicht mehr als Gotteshaus genutzt und beherbergt heute das Deutsche Jagd- und Fischereimuseum. Nahe dem Karlstor befindet sich das Kaufhaus Oberpollinger von 1905.

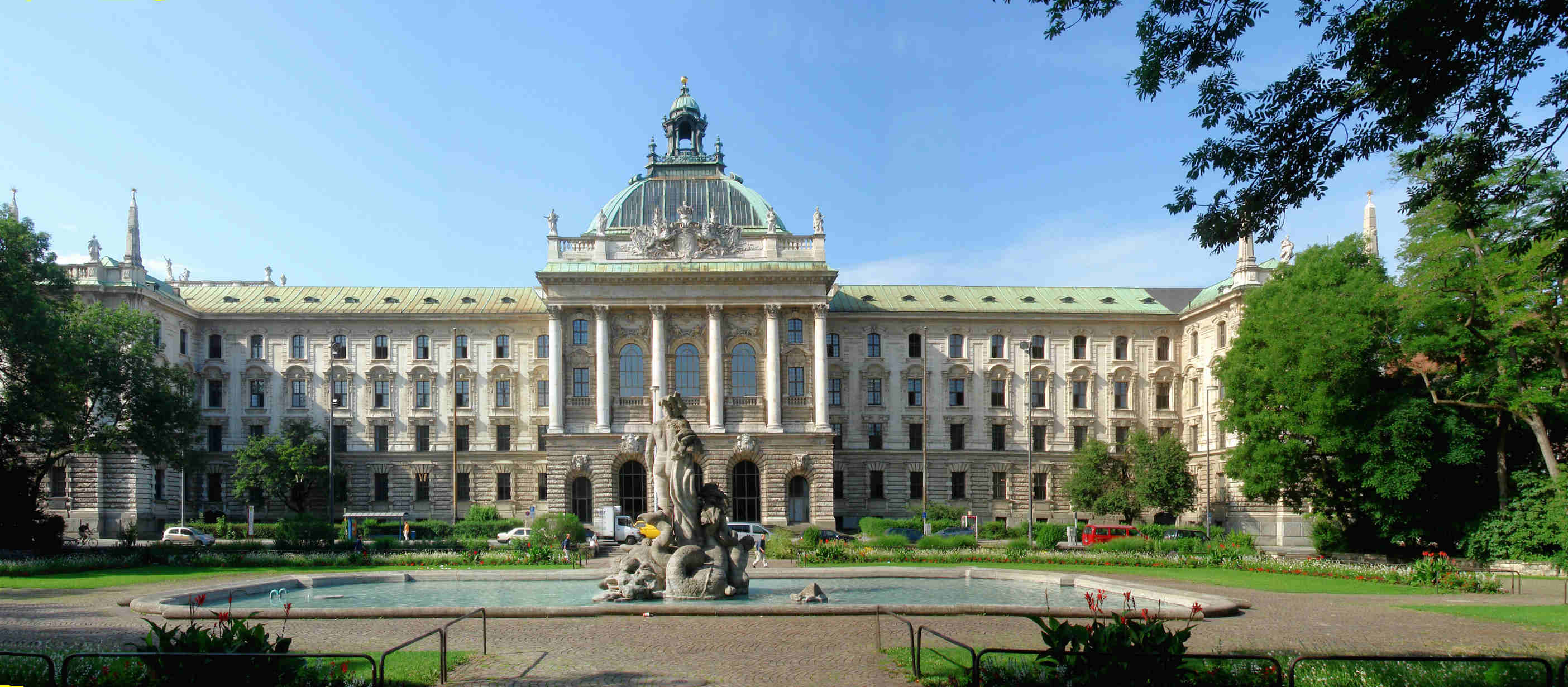
Justizpalast (von Norden gesehen)

An der Westseite des Stachus befindet sich der monumentale Justizpalast, zu Ende des 19. Jahrhunderts von Friedrich von Thiersch in den Formen des Neubarock mit einer damals neuartigen Kuppel aus Eisen, Stahl und Glas erbaut. Das dahinterliegende Neue Justizgebäude, in nordischer Gotik mit zwei Türmen errichtet, stammt vom selben Architekten. Nördlich davor liegt der Alte Botanischer Garten mit dem klassizistischen Eingangsportal von 1812 nach einem Entwurf von Emanuel Joseph d’Herigoyen. Weiter nördlich liegt am Übergang von Maximiliansplatz und Lenbachplatz nahe der Maxburg der Wittelsbacherbrunnen. An der Straßenmündung zur Prannerstraße liegt das Maxtor.

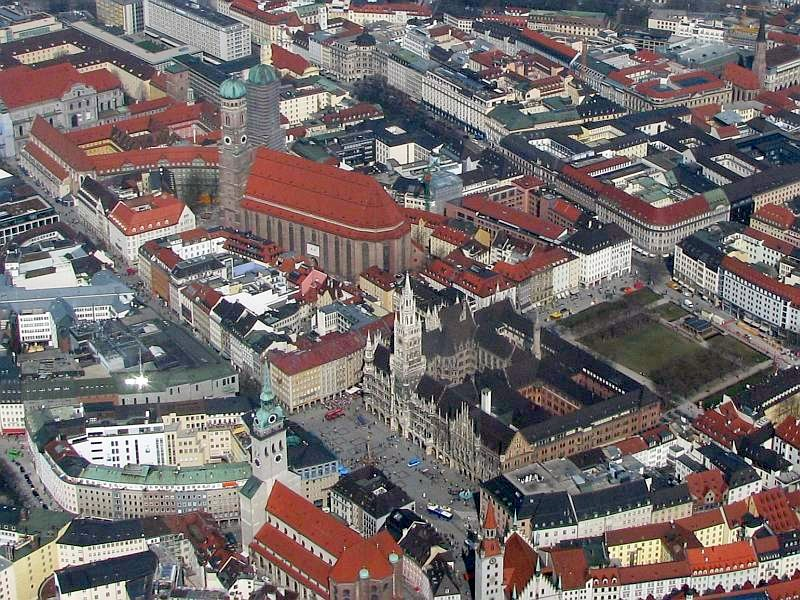
Luftbild der nordwestlich vom Marienplatz gelegenen Frauenkirche

Am Lenbachplatz steht das Künstlerhaus, eine Art Vereinshaus der Münchner Künstler. Es wurde um das Jahr 1890 von Gabriel von Seidl errichtet und im Inneren von Franz von Lenbach gestaltet. Ebenfalls am Lenbachplatz stehen der aus der Zeit der Renaissance stammende Maxturm, letzter Rest der im Zweiten Weltkrieg zerstörten Maxburg, die um 1890 im neobarocken Stil errichtete ehemalige Bayerische Börse und das ebenfalls in neobarocken Formen erbaute Palais Bernheimer.

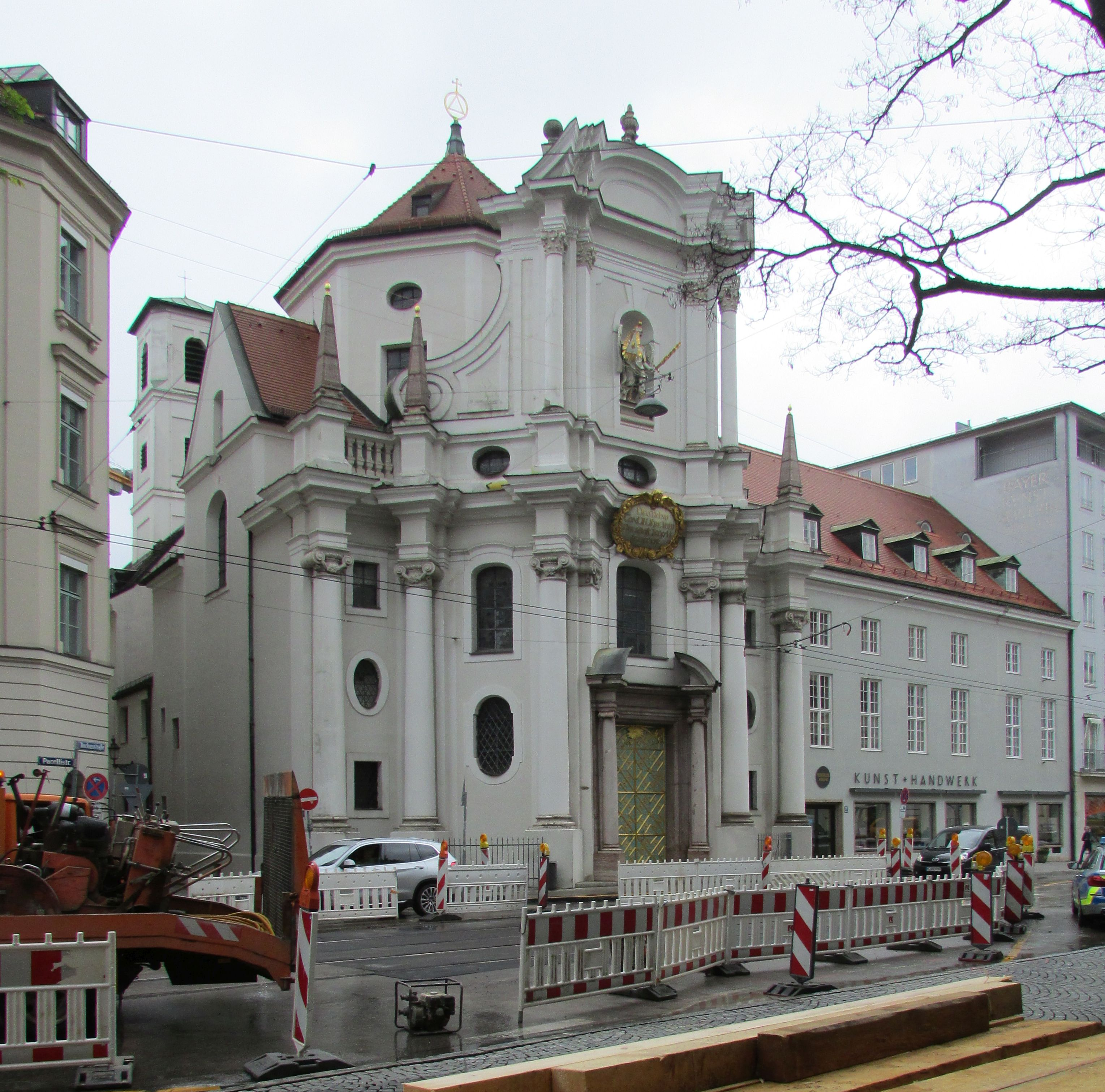
Dreifaltigkeitskirche

Hier am nordwestlichen Rand des Altstadtbereichs liegt nahebei die Dreifaltigkeitskirche in der Pacellistraße, einer Votivkirche im reinsten Stil des italienischen Barocks. Die Münchner ließen die Kirche ab 1711 nach Plänen von Giovanni Antonio Viscardi bauen und erhofften sich dadurch im Österreichischen Erbfolgekrieg von den Österreichern verschont zu bleiben. Im Innern sind Werke von Cosmas Damian Asam, Joseph Ruffini, Andreas Faistenberger und Johann Baptist Straub zu bewundern. Westlich des Promenadeplatzes an der Pacellistraße liegt die barocke Karmelitenkirche.

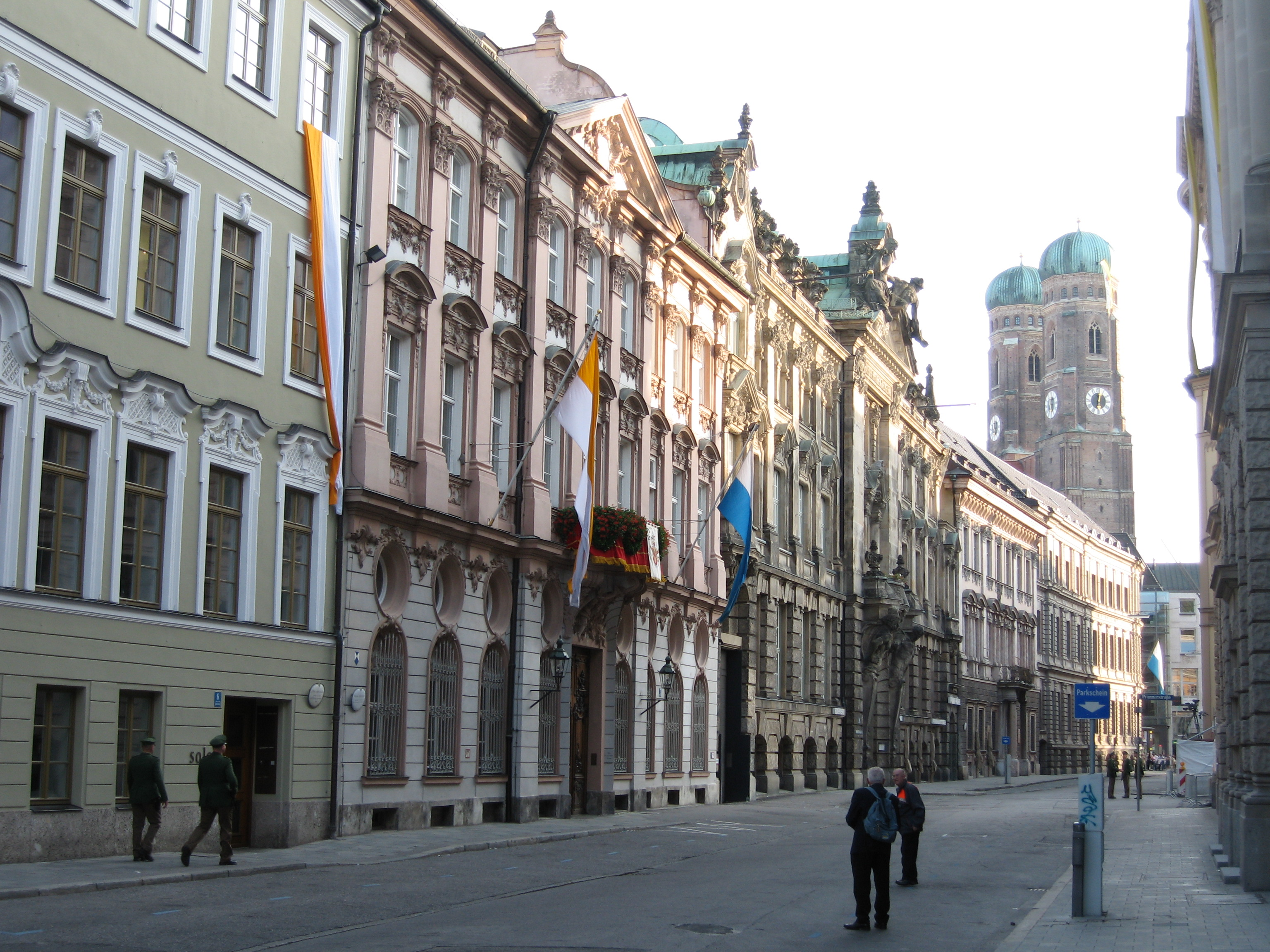
Kardinal-Faulhaber-Straße

Am Promenadeplatz, an dem sich bis zum Anfang des 19. Jh. der Münchner Salzmarkt befand, befindet sich vor dem gleichnamigen klassizistischen Palais ein modernes Denkmal für den Ersten Minister Maximilian Joseph Graf von Montgelas, dem Schöpfer des neuen Bayern. In der Mitte des Platzes steht das Denkmal für Kurfürst Max Emanuel. Daneben steht das traditionsreiche Luxushotel Bayerischer Hof. Das Gunetzrhainerhaus (Promenadeplatz 15) weist eine Fassade mit Régence-Stuck auf und besitzt eine Rundbogennische mit Hausmadonna. Das Haus wurde 1726 von Hofbaumeister Johann Baptist Gunetzrhainer erworben und umgestaltet. Am Promenadeplatz 7 steht das klassizistische Verwaltungsgebäude der Dresdner Bank, das 1907 nach Plänen von Max Littmann errichtet wurde.
Bevor sich in dieser Zeit dort vermehrt Banken ansiedelten, war im Kreuzviertel der bayerische Adel zu Hause, fast alle erhaltenen Palais des 18. Jh. finden sich hier. Manche wurden noch vor dem Ersten Weltkrieg durch die Paläste der Gründerzeit ersetzt, so entstand auch das Parcus-Haus mit dominanter Kuppel, es liegt am Promenadeplatz 12 an der Stelle eines Barockpalais. In der Kardinal-Faulhaber-Straße erinnert eine Inschrift auf dem Gehsteig an die Stelle an der 1919 der erste Ministerpräsident des Freistaates Kurt Eisner einem Attentat zum Opfer fiel. In der Kardinal-Faulhaber-Straße und der Prannerstraße befinden sich, unterbrochen durch Gründerzeitbauten, noch weitere Gebäude, die noch aus der Barockzeit stammen, mehrere Adelspaläste wie das Palais Porcia, das Jüngere Preysingpalais, die Palais Gise und Seinsheim oder das Palais Holnstein von François de Cuvilliés. In letzterem residiert heute der Erzbischof von München und Freising. Nördlich davon am Salvatorplatz liegen das Palais Minucci, das Literaturhaus und die spätgotische Friedhofskirche St. Salvator. Hier am ehemaligen Jungfernturm finden sich weitere Reste der mittelalterlichen Stadtmauer.

### Angerviertel und Hackenviertel

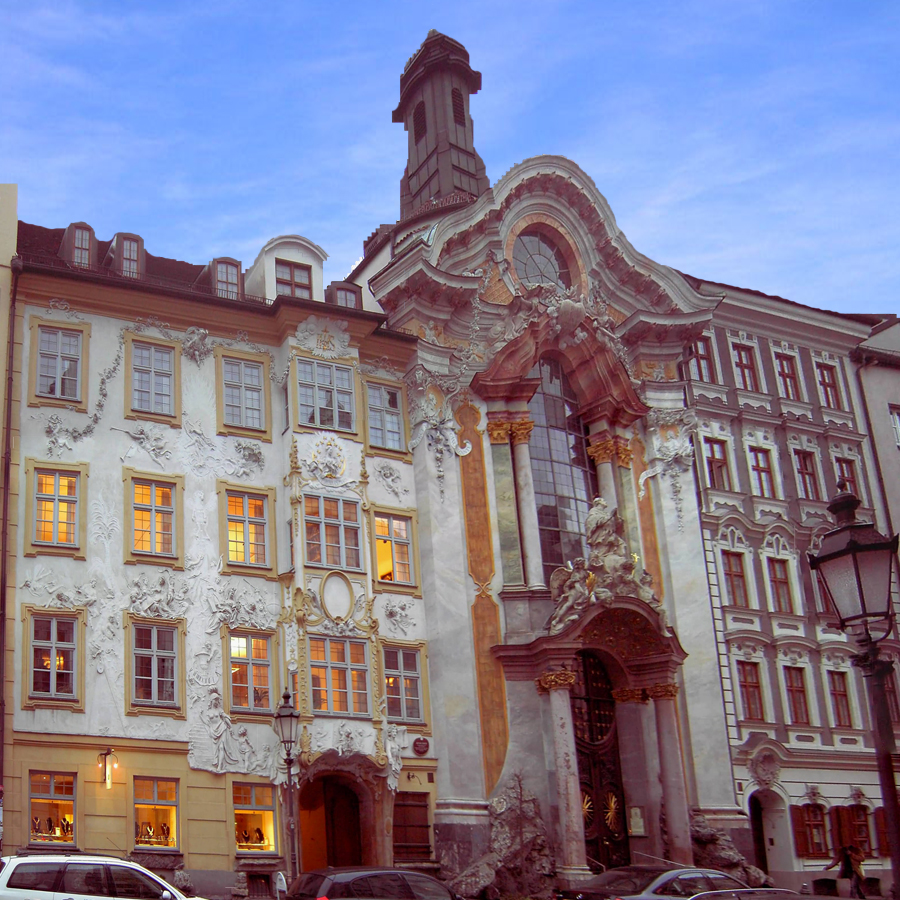
Asamhaus und Asamkirche

Im Südosten der Altstadt liegt das Angerviertel. Gleich südlich vom Marienplatz befindet sich die älteste Pfarrkirche der Stadt, der Alte Peter, von dessen Turm man einen hervorragenden Blick über die Stadt hat. Angrenzend der Viktualienmarkt mit der Heiliggeistkirche, einer gotischen Hallenkirche, die später im Barock umgestaltet wurde. An den Markt angrenzend wurde die Schrannenhalle wieder aufgebaut. Weiter westlich am Rindermarkt südlich der Peterskirche steht der mittelalterliche Löwenturm, eines der ältesten Gebäude der Stadt. Nahebei liegt das reich verzierte Ruffinihaus.

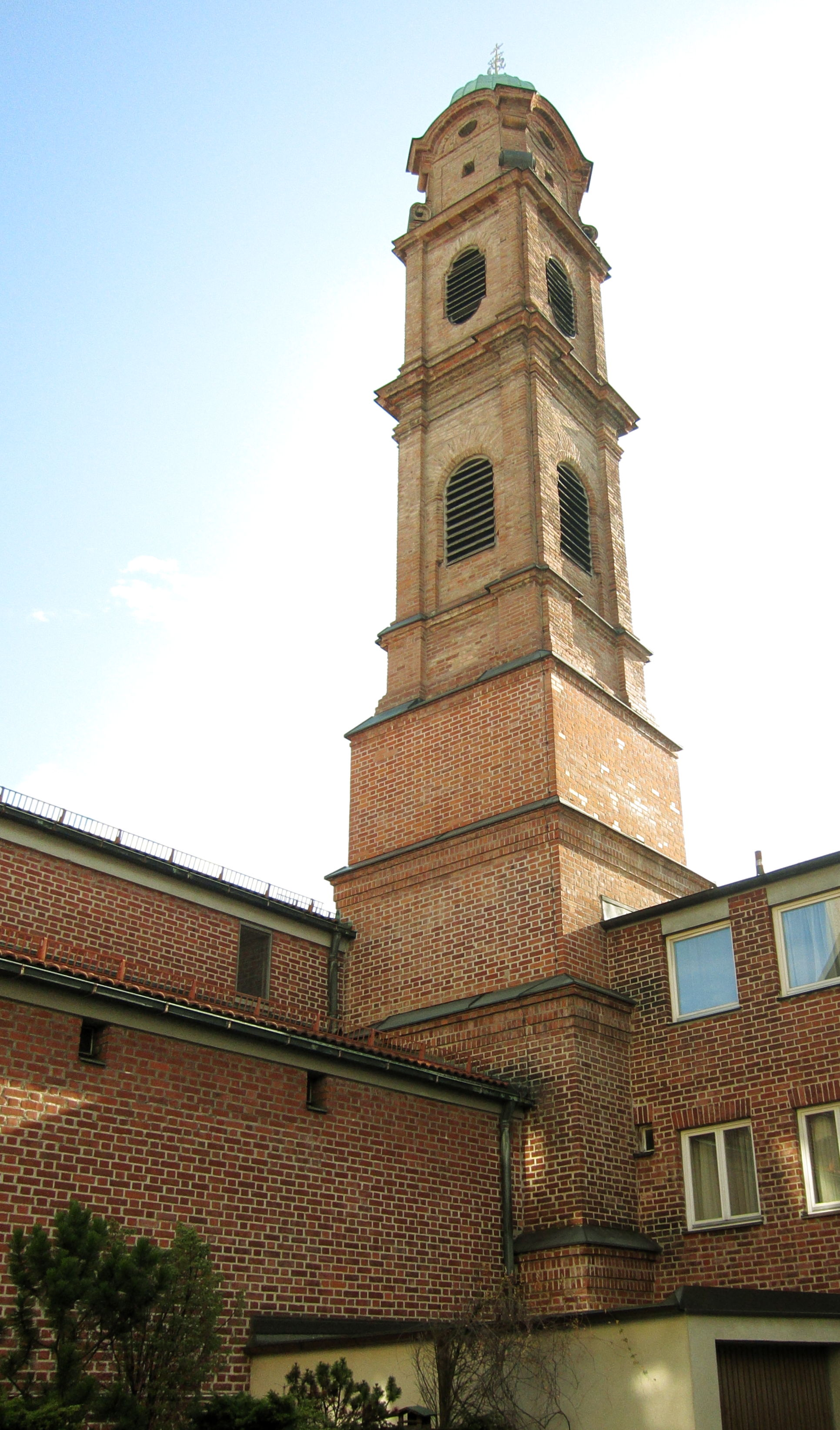
Barockturm der Herzogspitalkirche

Vom Marienplatz nach Süden führen Rosenstraße und Sendlinger Straße zum Sendlinger Tor. Das Sendlinger Tor, von dem nur noch die Seitentürme erhalten sind, gehörte wie das Isartor und das Karlstor zur Stadtbefestigung aus dem 14. Jahrhundert In der Sendlinger Straße befindet sich die bedeutende Asamkirche. Am parallel verlaufenden Oberanger befindet sich das ORAG-Haus sowie der St.-Jakobs-Platz mit dem Münchner Stadtmuseum und das Ignaz-Günther-Haus, in dem der Bildhauer Ignaz Günther Wohnung und Werkstatt hatte. Bis zu ihrem durch schwere Beschädigungen im Zweiten Weltkrieg (Dezember 1944) bedingten Abriss 1955 war St. Jakob am Anger der letzte erhaltene romanische Kirchenbau der Altstadt; heute steht an Stelle der alten Kirche ein moderner Kirchenbau. Auf dem St.-Jakobs-Platz wurde im November 2006 das Jüdische Zentrum eingeweiht.
Weiter südlich am Roßmarkt liegt das im Stil des späten Rokoko von François de Cuvilliés dem Jüngeren erbaute Neue Landschaftsgebäude, in dem sich heute die Deutsche Meisterschule für Mode befindet. Südlich am Altstadtring befinden sich die Hauptfeuerwache, die Kirche St. Willibrord, der Bau für das Münchner Marionettentheater sowie das Städtische Hochhaus.
Im Hackenviertel im Südwesten zwischen Sendlinger Straße und Neuhauser Straße befinden sich die gotische Kreuzkirche und die barocke Damenstiftskirche St. Anna, die nach nahezu vollständiger Zerstörung im Krieg wieder aufgebaut wurde. In der Damenstiftstraße 8 befindet sich das Rokoko-Palais Lerchenfeld. In der Hotterstraße 18 befindet sich seit 1440 mit der Hundskugel das angeblich älteste Gasthaus Münchens. Das Haus zur Hundskugel ist dagegen Barock. In der Hackenstraße ist noch das Radspielerhaus des Vergolders Joseph Radspieler zu erwähnen, das noch über einen der wenigen erhaltenen typischen Altmünchner Innenhöfe verfügt. Am Färbergraben stand das Schwarze Haus, in dem sich der Verwaltungssitz des Süddeutschen Verlages befand und welches ein wichtiges Beispiel der Münchner Nachkriegsarchitektur darstellte. Das Gebäude wurde im Zuge der Auslagerung des Verlages an den Stadtrand allerdings abgerissen. In der Herzogspitalstraße befindet sich der Neubau der Herzogspitalkirche mit einem restaurierten barocken Backsteinturm und das Palais Woronzow, ein klassizistischer Bau von 1808. An das benachbarte Josephspital und seine barocke Spitalskirche erinnert nach den Zerstörungen des Zweiten Weltkriegs nur noch der Straßennamen. Seit 2016 befindet sich in der Hotterstraße 12 das Museum of Urban and Contemporary Art. 2017 wurde an der Ecke Oberanger, Dultstraße das Denkmal für die in der NS-Zeit verfolgten Lesben und Schwulen eingeweiht.

### Graggenauer Viertel und Museumsinsel

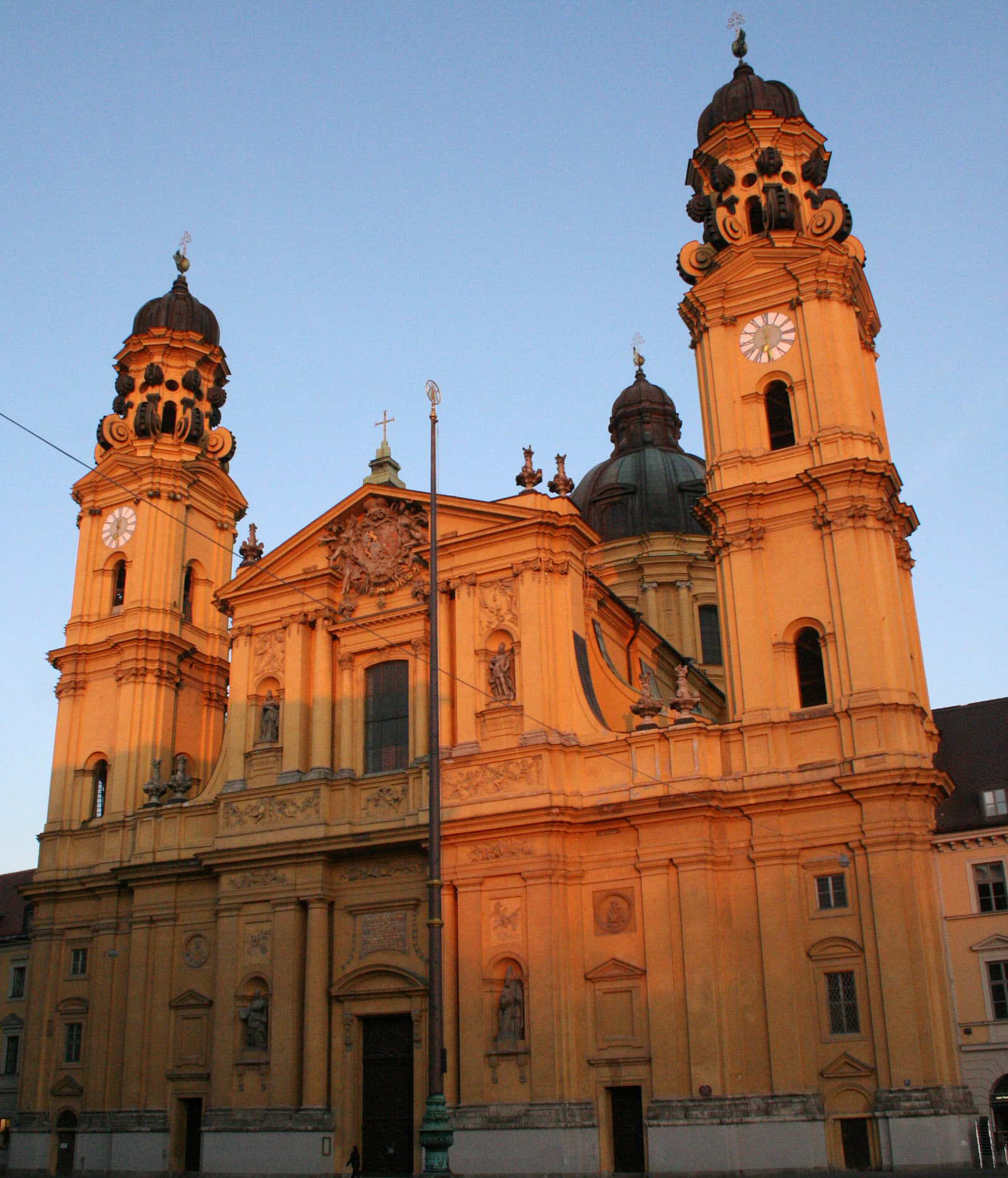
Die Theatinerkirche

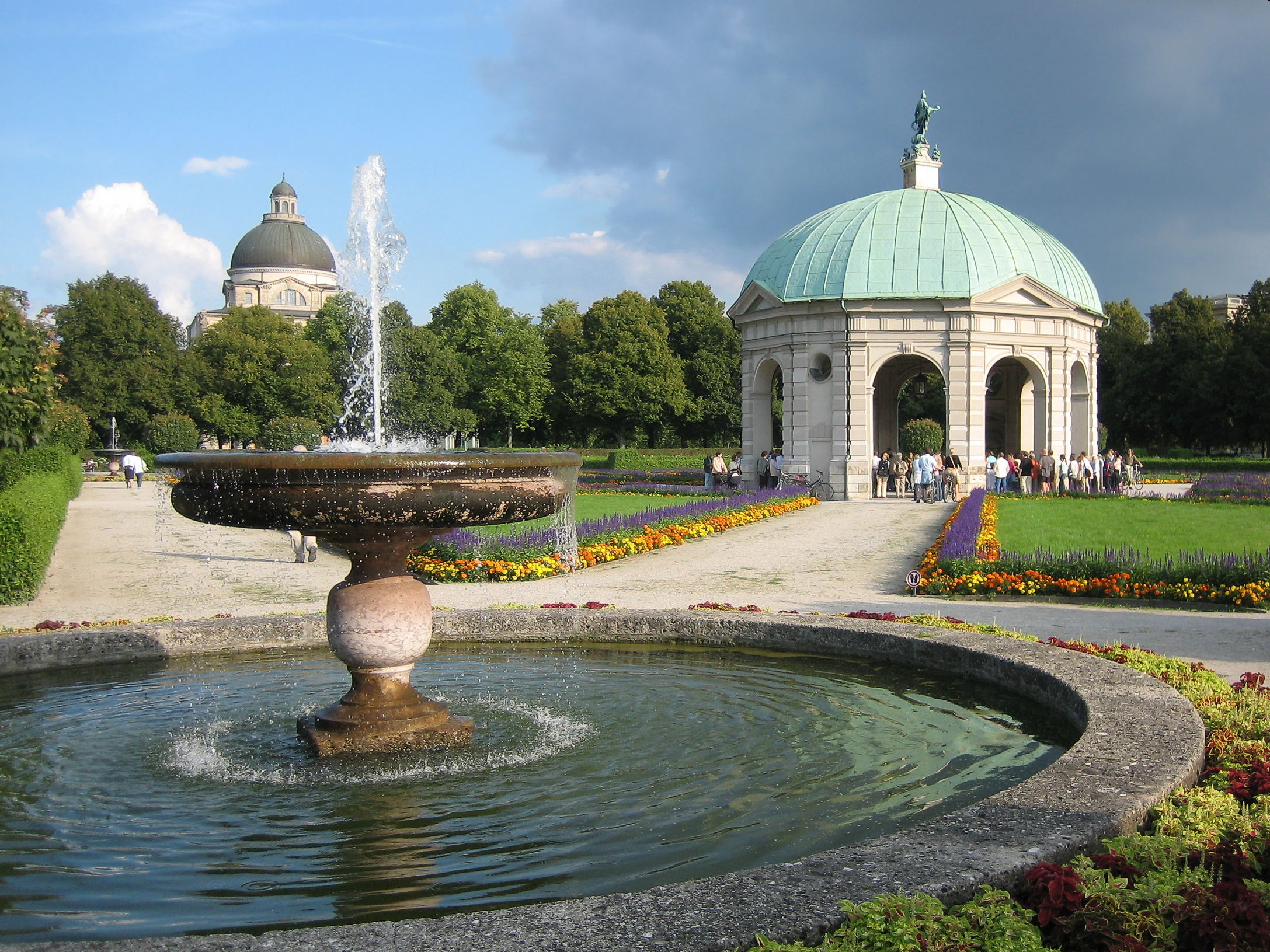
Der Hofgarten

Vom Marienplatz nach Norden gelangt man entweder über die schwer kriegszerstörte, einst von vielen Rokokofassaden geprägte Theatinerstraße mit den Fünf Höfen und anderen exklusiven Geschäften oder über die Residenzstraße zum Odeonsplatz. Die Residenzstraße führt vorbei am Max-Joseph-Platz mit dem Eilleshof, dem Palais Toerring-Jettenbach, dem Nationaltheater, dem Neuen Residenztheater und dem Königsbau der Münchner Residenz, weiter zum Älteren Palais Preysing, das im Rokokostil von Joseph Effner gegenüber der Alten Residenz erbaut wurde, und gelangt schließlich zur Feldherrnhalle am Odeonsplatz. Im Süden des Platzes steht neben der Feldherrnhalle die barocke Theatinerkirche mit ihrer 71 Meter hohen Tambourkuppel.
An den Odeonsplatz grenzen auch Festsaalbau und Hofgarten der Residenz mit der östlich angrenzenden Staatskanzlei. Die Staatskanzlei wurde 1992 als Sitz der bayerischen Regierung fertiggestellt. Der Mittelteil mit Kuppel stammt vom 1906 errichteten, aber im Zweiten Weltkrieg zerstörten bayerischen Armeemuseum. Der Hofgarten wurde 1613 bis 1617 im italienischen Stil angelegt. In der Mitte steht der Dianatempel. Der Tellus Bavarica, die Bronzefigur auf dem Dach, ist die Kopie des Originals von Hubert Gerhard (1594), das im Theatinergang der Residenz ausgestellt ist. Er symbolisiert das Land Bayern. An der Nordseite des Hofgartens liegt das ehemalige Kurfürstliche Galeriegebäude von 1781.

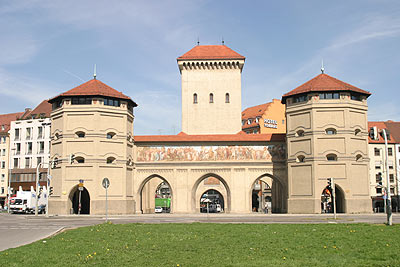
Das Isartor, vom Isartorplatz aus gesehen

Vom Marienplatz nach Osten kommt man über das Tal zum Isartor, in dem das Valentin-Karlstadt-Musäum untergebracht ist. Nahebei liegen Reste des mittelalterlichen Prinzessturms sowie in einem alten gotischen Bürgerhaus das Bier- und Oktoberfestmuseum.
Noch weiter Richtung Osten gelangt man zur Isar und über die Ludwigsbrücke auf die Museumsinsel, auf der sich das Deutsche Museum befindet. Nördlich davon liegen der Vater-Rhein-Brunnen und die Praterinsel mit dem Alpinen Museum.
Vom Tal nördlich liegen am Platzl das weltberühmte Hofbräuhaus sowie nahebei einige prunkvolle Bürgerhäuser wie das Orlando-Haus und das Haus Blum, nordöstlich des Marienplatzes befindet sich der Alte Hof und die Alte Münze. Der Weinstadl in der Burgstrasse 5 beim Alten Hof ist das älteste noch erhaltene Bürgerhaus Münchens. In der Hochbrückenstraße befindet sich das Moradellihaus. Weite Teile des Graggenauer Viertels rund um den Alten Hof, darunter das Hofbräuhaus, die Alte Münze, die Pfistermühle, das Zerwirkgewölbe und das Platzl sind unter Denkmalschutz gestellt. Im Zuge des Baues der Maximilianstraße wurden an der Nordseite der Alten Münze Spitzbogenarkaden errichtet.

### Maximilianstraße

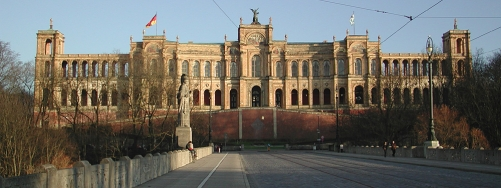
Maximilianeum

Von der Residenzstraße verläuft in Höhe des Nationaltheaters in östliche Richtung die Maximiliansstraße, eine Prachtstraße, die König Maximilian II. ab 1853 von Friedrich Bürklein errichten ließ. Die Gebäude wurden im sogenannten Maximilianstil, einem Mix unter anderem aus Elementen der englischen Gotik und italienischer Renaissance, erbaut. In der Straße befinden sich neben Nobelgeschäften und Szenelokalen das Schauspielhaus der Münchner Kammerspiele, das Gebäude der Regierung von Oberbayern und das Museum Fünf Kontinente. Endpunkt der Prachtmeile sind die Maximiliansbrücke und das sich schon auf der anderen Seite der Isar bei den Maximiliansanlagen befindliche Maximilianeum, in dem der Bayerische Landtag tagt. Am Isarufer liegt das Maximilianswerk. Etwas südlich an der Isar und bereits im Lehel steht die neoromanische Lukaskirche mit prächtiger Kuppel, die größte protestantische Kirche der Stadt. Ihrer guten Akustik wegen finden dort häufig Konzerte statt.

## Innenstadt

### Lehel und Prinzregentenstraße

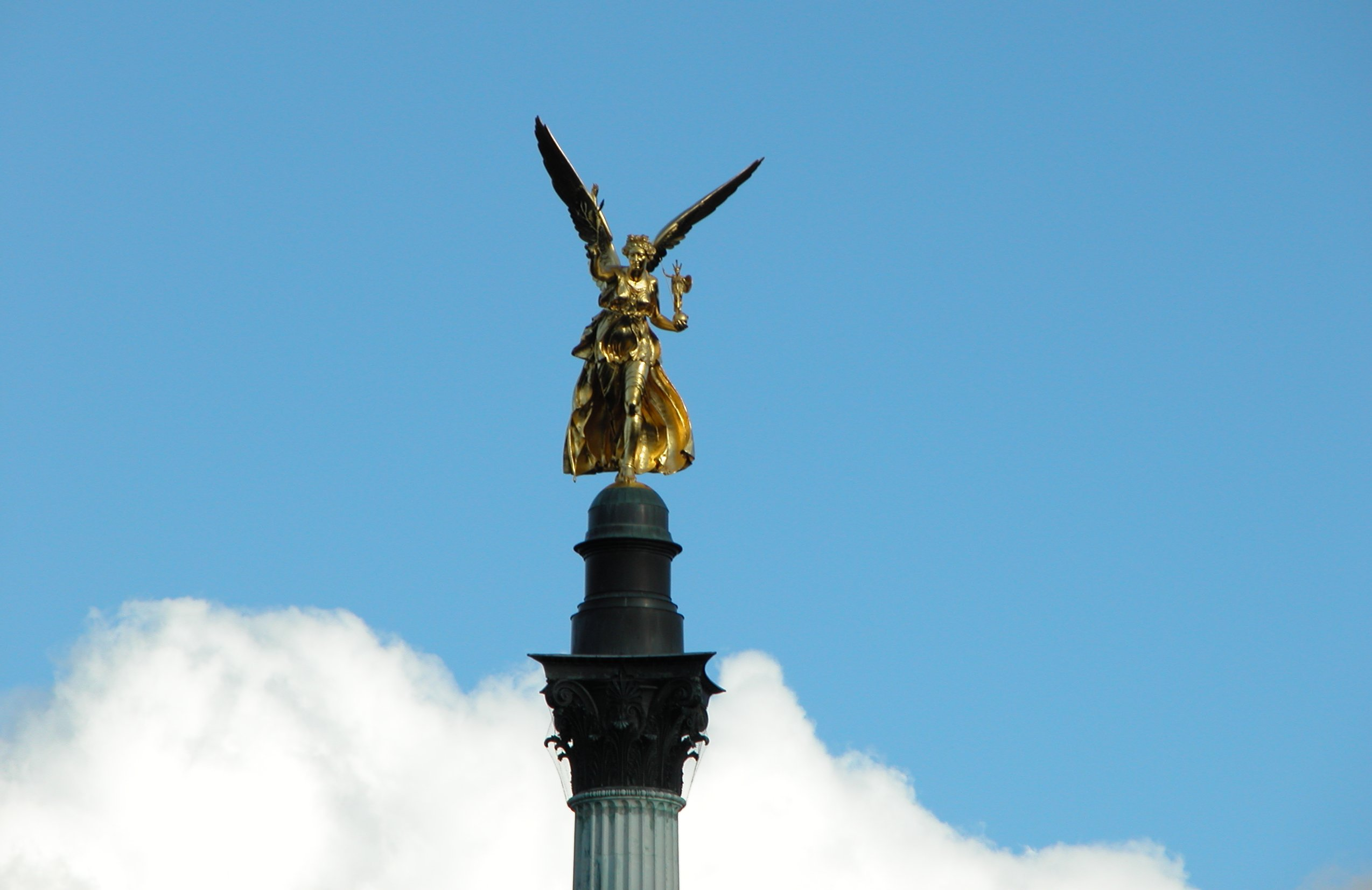
Der Friedensengel

Der Stadtteil weist schöne Häuserfassaden auf. Die Klosterkirche St. Anna im Lehel von Johann Michael Fischer war die erste Rokokokirche Altbayerns. Im Inneren sind Werke der Brüder Asam und von Johann Baptist Straub zu sehen. Den Platz dominiert allerdings die neoromanische Pfarrkirche gleichen Namens. Im Norden wird das Lehel von der Prinzregentenstraße begrenzt. Die Straße wurde 1891 bis 1912 erbaut und ist nach Prinzregent Luitpold benannt. Nördlich grenzt der Englische Garten an, mit dem Chinesischen Turm, dem Monopteros, dem Rumfordhaus und dem Japanischen Teehaus. An der Straße befinden sich das Haus der Kunst, die Sammlung Schack und das Bayerische Nationalmuseum. Die Straße führt nach Westen über die Isar zum Friedensengel, einer 23 m hohen korinthischen Säule mit einem goldenen Engel darauf, der an den Friedensschluss in Versailles 1871 erinnern soll. Die Straße führt weiter an der Villa Stuck vorbei zum Prinzregententheater (siehe Bogenhausen). An der Isarpromenade des Lehels, der Widenmayerstraße, hat sich noch viel von der ursprünglichen Bausubstanz erhalten.

### Maxvorstadt: Brienner Straße und Ludwigstraße
In der Arnulfstraße an der Grenze zur Ludwigsvorstadt befinden sich noch mehrere Bauten des einstmals riesigen, im Zweiten Weltkrieg untergegangenen Komplexes des Verkehrsministeriums. An der Arnulfstraße 62 liegt das denkmalgeschützte Gebäude des ehemaligen Postpalastes. Weiter westlich an der Nr. 195 und bereits in Neuhausen liegt die Paketposthalle. In der Pappenheimstraße befindet sich der Bau der ehemaligen Bayerischen Kriegsakademie, während die anschließende Kriegsschule, ebenfalls ein prächtiger Neorenaissancebau, den Zweiten Weltkrieg nicht überstand. Nicht weit entfernt an der Marsstraße liegt der der Kronebau.
Die Brienner Straße beginnt an der Ludwigstraße südlich des Odeonsplatzes und durchzieht die Maxvorstadt in westlicher Richtung. Dabei wird die Brienner Straße zuerst durch den Wittelsbacherplatz, dann durch den Karolinenplatz und schließlich den Königsplatz gegliedert, bis sie in den Stiglmaierplatz mit dem Löwenbräukeller mündet. Ihre Verlängerung in Neuhausen heißt dann „Nymphenburger Straße“.

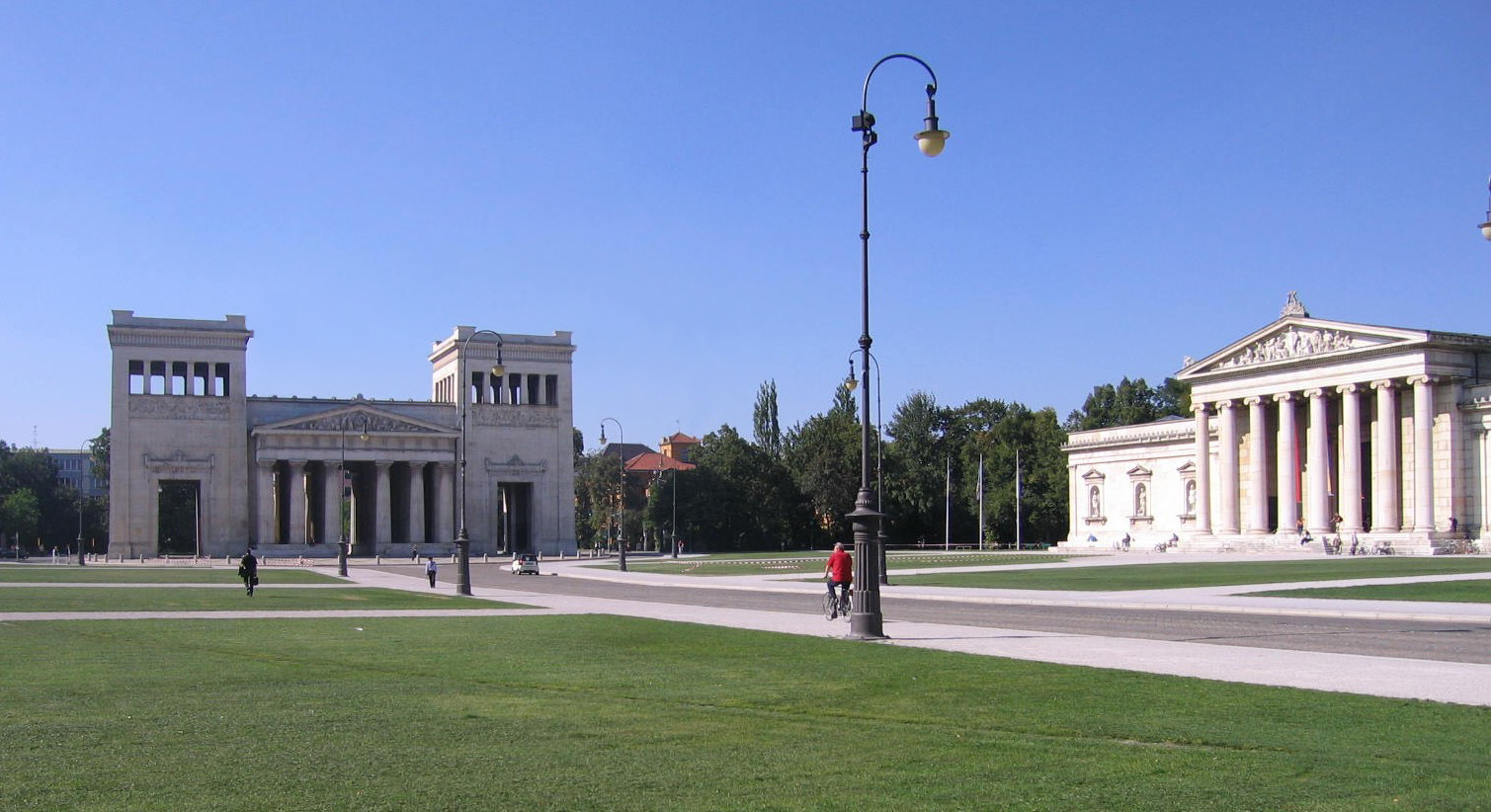
Königsplatz mit Propyläen und Glyptothek

Die Maxvorstadt ist geprägt durch die beiden Universitäten Ludwig-Maximilians-Universität und Technische Universität München. Aber auch das Museumsquartier mit den Pinakotheken (Alte Pinakothek, Neue Pinakothek, Pinakothek der Moderne), dem umgewidmeten Türkentor, dem Lenbachhaus, der Antikensammlung und der Glyptothek befinden sich hier. Im Zentrum steht der monumentale Königsplatz mit den Propyläen. In der Richard-Wagner-Straße befinden sich noch zahlreiche Wohnhäuser des Historismus und der Bau für die Bayerische Staatssammlung für Paläontologie und Geologie.
Südlich der Staatlichen Antikensammlungen liegt der Torso der im Zweiten Weltkrieg stark zerstörten, im frühchristlichen Stil erbauten Basilika St Bonifaz. Vom Odeonsplatz führt die Ludwigsstraße nach Schwabing. Im Osten werden die Maxvorstadt und Schwabing vom Englischen Garten begrenzt. Die Pfarrkirche St. Benno, errichtet im Westen der Maxvorstadt 1888–1895 nach Plänen von Leonhard Romeis, ist neben St. Joseph die zweite katholische Pfarrkirche der Maxvorstadt mit einem Sprengel in Neuhausen.

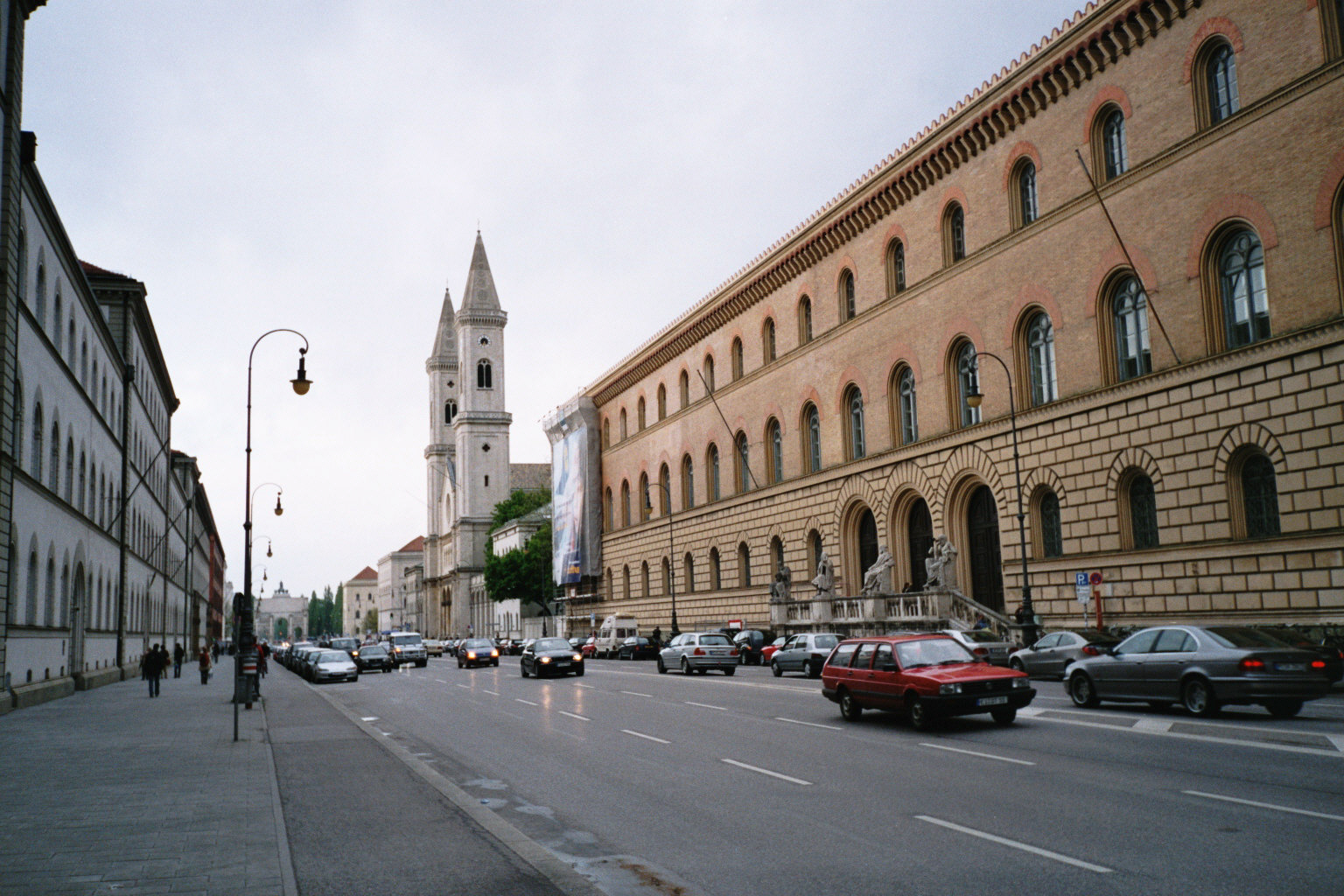
Ludwigstraße mit Bayerischer Staatsbibliothek und Ludwigskirche

Die monumentale Prachtstraße Ludwigsstraße ließ König Ludwig I. nach Plänen von Leo von Klenze im Stil des Klassizismus bauen. Im Süden wird die Straße von der Feldherrnhalle begrenzt, im Norden vom Siegestor. Im südlichen Abschnitt dominieren Bauten im Stil der italienischen Neorenaissance wie das Odeon, das Leuchtenbergpalais und das ehemalige Kriegsministerium in dem heute das Hauptstaatsarchiv untergebracht ist. Der Nordteil wurde von Friedrich von Gärtner verwirklicht als Klenze gerade in Ungnade gefallen war. Gärtner fühlt sich mehr den Formen der Italienischen Romanik verpflichtet, wovon insbesondere die Bayerische Staatsbibliothek, die Ludwig-Maximilians-Universität und die Ludwigskirche zeugen. Die Universitätskirche wurde 1829 bis 1844 erbaut. Im Inneren sind Fresken von Peter von Cornelius zu sehen. Westlich des Siegestores liegt die prunkvolle Dreiflügelanlage der Kunstakademie. Östlich in der Kaulbachstraße befinden sich die gleichnamige Künstlervilla und das Palais Seyssel d’Aix.

### Schwabing

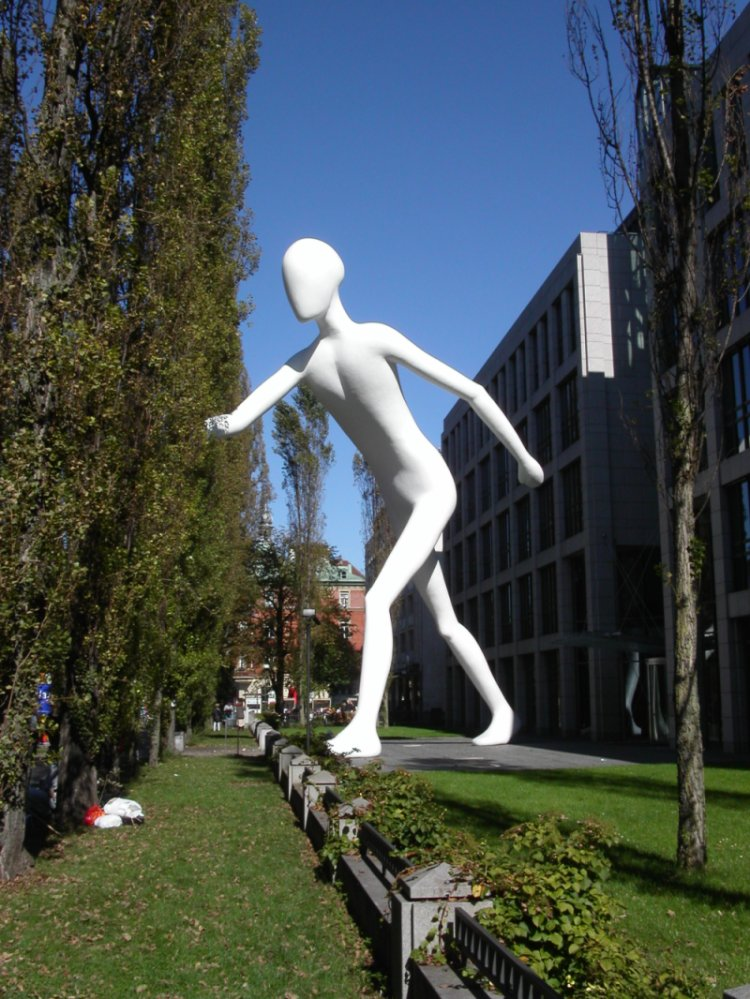
Walking Man in Schwabing

Die Verlängerung der Ludwigstraße nach Norden ist die Leopoldstraße, die von moderneren Bauten bestimmt ist. Vor allem am Siegestor liegen noch einige herrschaftliche Wohnhäuser (Leopoldstraße 4, 6, 8, 20). Die Leopoldstraße ist die zentrale Ausgeh- und Flaniermeile, hier werden Fußballspiele von den jeweiligen Anhängern gefeiert. Die Cafés am Straßenrand leben vom Bedürfnis des Sehens und Gesehenwerdens.
Die Pfarrkirche St. Ursula befindet sich im ersten gründerzeitlichen Erweiterungsgebiet westlich der Leopoldstraße und südlich der Münchner Freiheit und entstand, als die alte Pfarrkirche St. Sylvester Ende des 19. Jahrhunderts sich als zu klein erwies. Neben seinem Treppengiebel mit Dachreiter ist vor allem auch der 48 Meter hohe Turm des Oskar-von-Miller-Gymnasiums ein weithin sichtbares Wahrzeichen Schwabings. Es steht wie das Gebäude des Maximiliansgymnasiums unter Denkmalschutz.

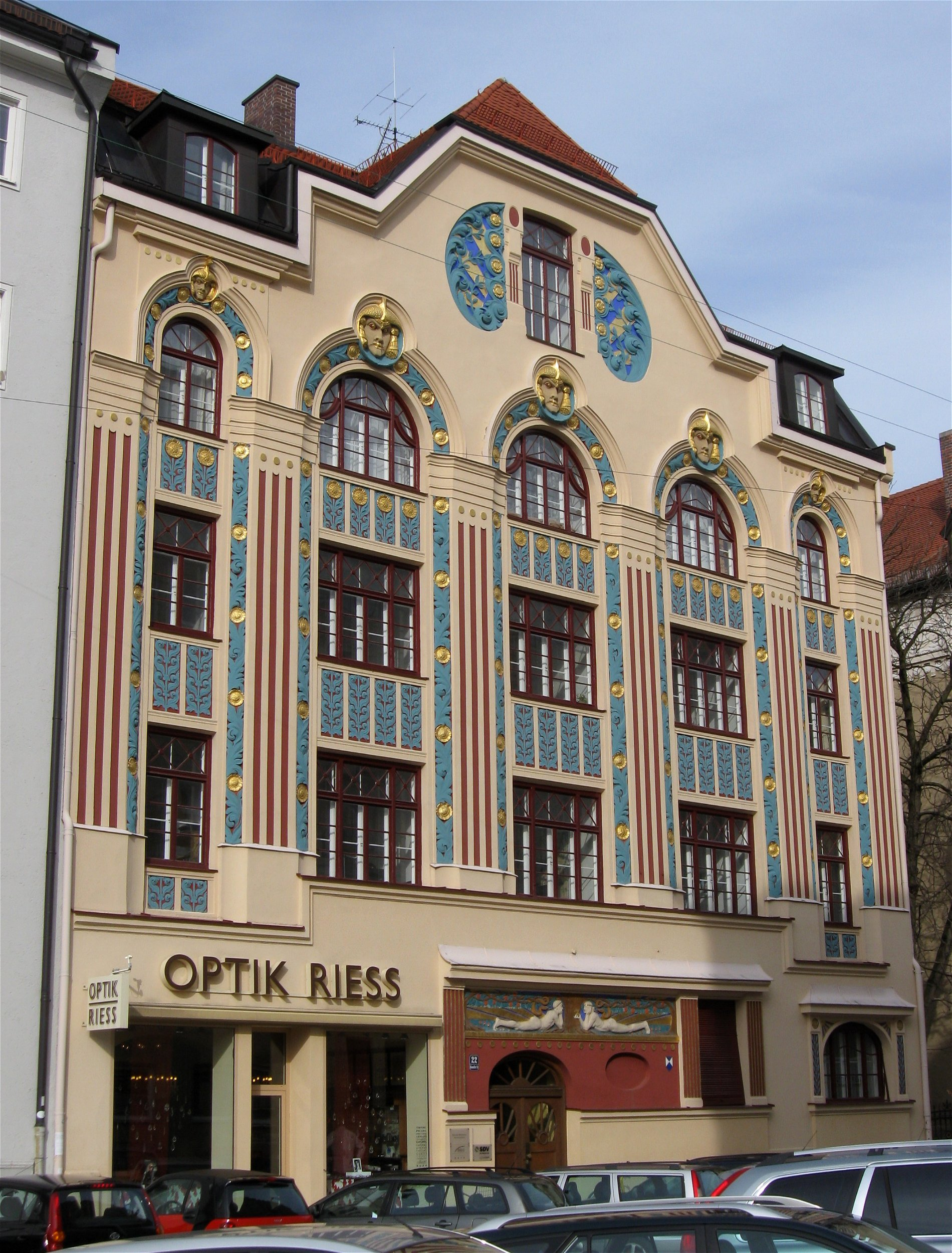
Jugendstilhaus, Ainmillerstraße 22

Östlich der Münchner Freiheit, die bis zum Zweiten Weltkrieg den Namen Feilitzschplatz trug, liegt um die Occamstraße Altschwabing. An der Leopoldstraße fällt der Walking Man auf, eine riesige Figur vor dem Gebäude der Münchener Rück, die 1995 vom kalifornischen Künstler Jonathan Borofsky entworfen wurde. Das Hauptgebäude der Münchener Rück weiter östlich in der Königinstraße ist ein Prachtbau des Historismus. Am Nikolaiplatz steht die Seidlvilla. Das Schloss Suresnes befindet sich an der Werneckstraße.
Schwabing war von 1890 bis zum Ersten Weltkrieg ein berühmtes Künstlerviertel und Wohn- und Arbeitsstätte zahlreicher Maler und Literaten. Einige Jugendstilvillen zeugen noch von dieser Zeit. So das Pacelli-Palais (Georgenstraße 8) von Josef Hölzle aus dem Jahr 1881, das Palais Bissing (Georgenstraße 10) von Ernst Robert Fiechter, die Romeis-Häuser (Schackstraße 1, 2, 4), die Häuser Ainmillerstraße 22 und Römerstraße 11 von Henry Helbig und Ernst Haiger und das Gebäude Belgradstraße 22/24 von Johann Lang. Weitere Jugendstilbauten finden sich in der Kaiserstraße, der Isabellastraße und der Franz-Joseph-Straße. In den 60er Jahren kam es hier zu den Schwabinger Krawallen. Heute ist Schwabing immer noch ein beliebtes Ausgehviertel mit zahlreichen Kinos und Kneipen. Die Szene ist bunt gemischt und wird sowohl von Studenten als auch von einer Schicki-Micki-Szene geprägt.
Nördlich der Münchner Freiheit mit der Erlöserkirche wird die Leopoldstraße zunehmend unattraktiver. Sie wandelt sich zur reinen Ein- und Ausfallschneise, die links und rechts von eher zweckmäßigen Wohn-, Büro- und Hotelkomplexen gesäumt wird. Nach der Querung des Mittleren Ringes lohnt sich ein Abstecher nach Osten in die neu entstehende Parkstadt Schwabing mit den 126 und 113 Meter hohen Highlight Towers, zwei Hochhausneubauten von Helmut Jahn, über die vor Baubeginn ein heftiger Streit herrschte. Inzwischen sind sie realisiert, obwohl ein Bürgerbegehren zu diesem Thema dazu führte, dass bei allen künftigen Hochhausbauten die magische Grenze von 99 m (Höhe des höheren der beiden Türme der Frauenkirche im Zentrum der Stadt) nicht überschritten werden darf. An der Ungererstraße liegt der Nordfriedhof, dessen Aussegnungshalle in Thomas Manns Novelle Der Tod in Venedig beschrieben ist. Die griechisch-orthodoxe Allerheiligen-Kirche am Friedhof zeigt im Inneren eine Kombination aus Gold, Licht und Farbe. In der nahegelegenen Genter Straße 13 entstand Anfang der 1970er in richtungsweisender Modularbauweise die preisgekrönte Wohnanlage des Architekten Otto Steidle.
Im Westen Schwabings an der Lothstraße befindet sich das ehemalige Königliche Zeughaus. Auch die alte Reithalle liegt im Westen Schwabings.
Standort für die neubarocke Prinz-Leopold-Kaserne ist ein Teil des Militärgeländes auf dem Oberwiesenfeld, das an die heutige Heßstraße angrenzte. Aus der Zeit des Nationalsozialismus stammt das Nordbad. Im Luitpoldpark steht das Bamberger Haus.

### Isarvorstadt (Glockenbach- und Gärtnerplatzviertel)

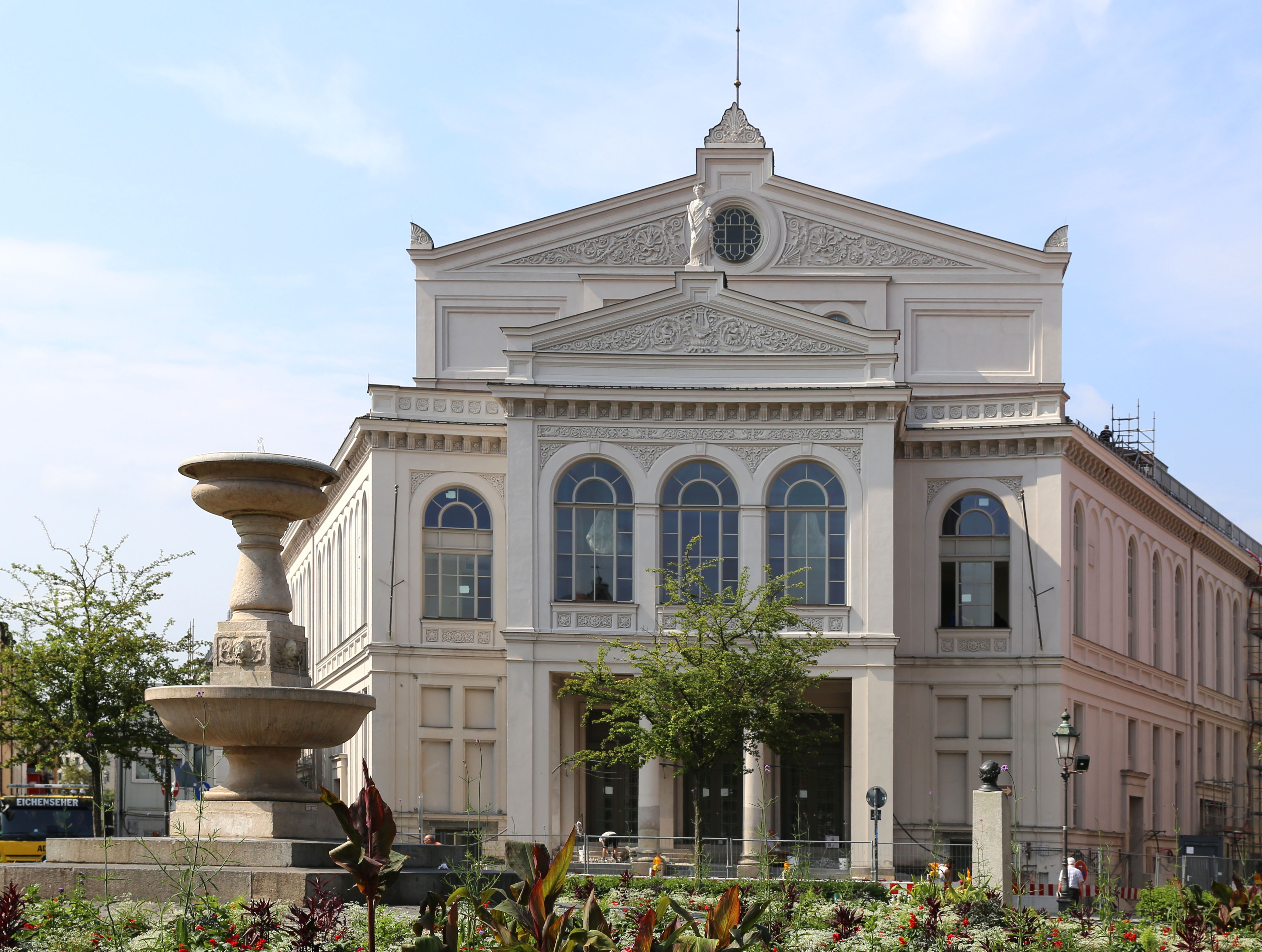
Gärtnerplatztheater 2017

Zentrum des südlich der Altstadt gelegenen Gärtnerplatzviertels mit seinen zahlreichen Kneipen ist das Rondell des Gärtnerplatzes mit dem Gärtnerplatztheater. Das Theater ließen 1864 wohlhabende Familien des Viertels errichten. Heute befindet es sich in staatlicher Hand. An der Isar stehen die Hochhäuser des Europäischen Patentamts und des Deutschen Patentamts.
Das Glockenbachviertel hat sich in den 90er Jahren vom Einfache-Leute-Viertel zum In-Viertel entwickelt. Um die Müllerstraße hat sich die Schwulen- und Lesbenszene angesiedelt. Auch zahlreiche Kneipen und Künstlerateliers hielten Einzug. In der Müllerstraße stand auch das Luitpold-Gymnasium, dessen Bau noch auf das erste Gebäude für das Königliche Garnisonslazarett von Karl Albert von Lespilliez zurückging (1777). Hier befindet sich heute das aus einem Heizkraftwerk hervorgegangene Hochhaus The Seven. An der Isar steht die romanisierende Kirche St. Maximilian. Im Süden der Isarvorstadt steht mit St. Anton ein weiterer neoromanischer Sakralbau. In den Bau integriert wurde gleich nebenan der barocke Kuppelbau der Schmerzhaften Kapelle.
Während im Viertel die meisten der Münchner Stadtbäche heute trockengelegt sind oder unterirdisch verlaufen, fließt der Westermühlbach im Westen noch in einem Teilstück offen. Angrenzend liegt der Alte Südfriedhof, in dem zahlreiche prominente Münchner begraben sind. An seinem nördlichen Ende liegt die frühbarocke Kirche St. Stephan. Unweit des südlichen Endes befindet sich das Münchner Volkstheater.

### Ludwigsvorstadt, Schwanthalerhöhe (Westend) und Theresienwiese

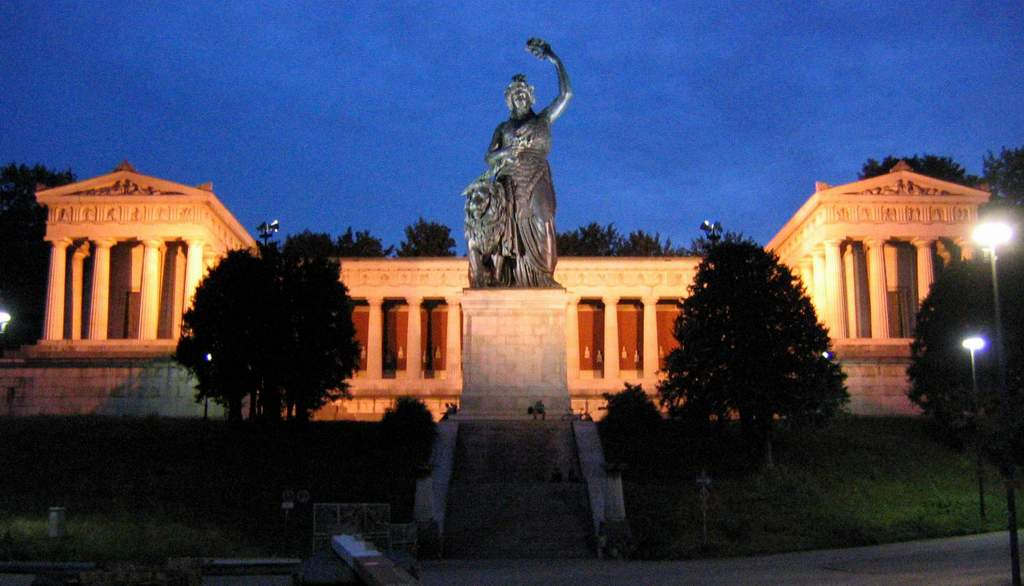
Bavaria-Statue auf der Theresienwiese

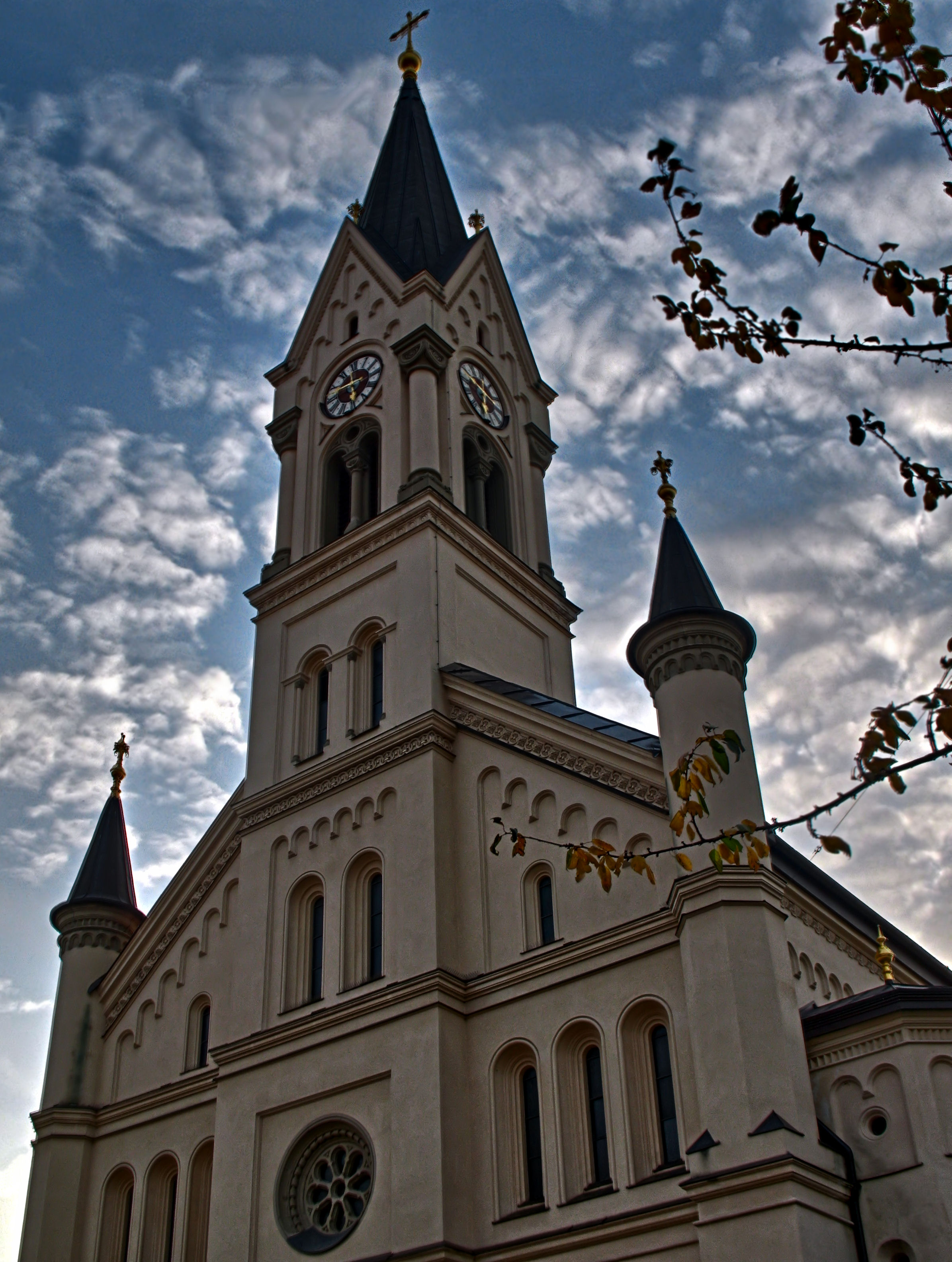
St. Benedikt, Schrenkstraße

Die Ludwigsvorstadt beim Hauptbahnhof ist stark international geprägt. An der Südseite hat sich die zum Hotel umgestaltete Bayerpost erhalten. Für die sich abwechselnden Elektro- und Computerläden, Sexshops und Döner-Kebab-Läden ist besonders die Schillerstraße bekannt. In der Pettenkoferstraße liegt die Königliche Anatomie, die zu den ersten großen Stahlbetonbauwerken Deutschlands zählt. Im Viertel findet sich aber auch das Deutsche Theater, und an der Bayerstraße eröffnete 2003 mit dem Mathäser ein großes Kinohaus mit moderner Architektur. In der Mathildenstraße befindet sich die 1758 begonnene Rokokokirche St. Elisabeth mit einer Fassade von 1790, die im Inneren von den Zerstörungen des Zweiten Weltkrieges gezeichnet ist. In der Sonnenstraße liegt die schon 1856 als erstes Gebäude im Maximilianstil des Architekten Friedrich Bürklein fertiggestellte Frauengebäranstalt. Hier stand weiter nördlich in der Straßenmitte einst auch der erste Bau der evangelischen Bischofskirche Münchens St. Matthäus, der Neubau liegt nun südlich am Nußbaumpark. Weiter südwestlich befindet sich der Kaiser-Ludwig-Platz mit einem Reiterdenkmal des Kaisers vor dem palastartigen Bau des Theresien-Gymnasiums.
Gleich westlich des Platzes findet alljährlich auf der Theresienwiese unmittelbar unterhalb der Bavaria und der Ruhmeshalle das weltberühmte Oktoberfest statt. Am nordöstlichen Rand des weitläufigen Geländes befindet sich die Kirche St. Paul und das ehemalige Brausebad. Das ehemalige Messegelände am Westrand beim Bavariapark beherbergt nach Verlegung der Messe in den Stadtosten heute das Verkehrszentrum des Deutschen Museums. Nahebei liegt die Alte Kongresshalle. St. Benedikt befindet sich in der Schrenkstraße im Stadtteil Schwanthalerhöhe („Westend“). Sie gehört mit den Kirchen Maria Heimsuchung in der Ridlerstraße und St. Rupert am Kiliansplatz dem Pfarrverband München-Westend an. Bei St. Rupert liegt der große Backsteinbau für das Ledigenheim München, ein Bau der Neuen Sachlichkeit von Theodor Fischer. Im Norden des Viertels an der S-Bahn Stammstrecke liegt das aus der Prinzregentenzeit stammende monumentale Hauptzollamt, das wie die Bauten für das Armeemuseum und das Verkehrsministerium die bayrische Eigenständigkeit im Kaiserreich betonen sollte. Die „Endlose Treppe“ der „Umschreibung“, einer Installation des dänischen Künstlers Olafur Eliasson befindet sich in der Ganghoferstrasse 29.

### Bogenhausen

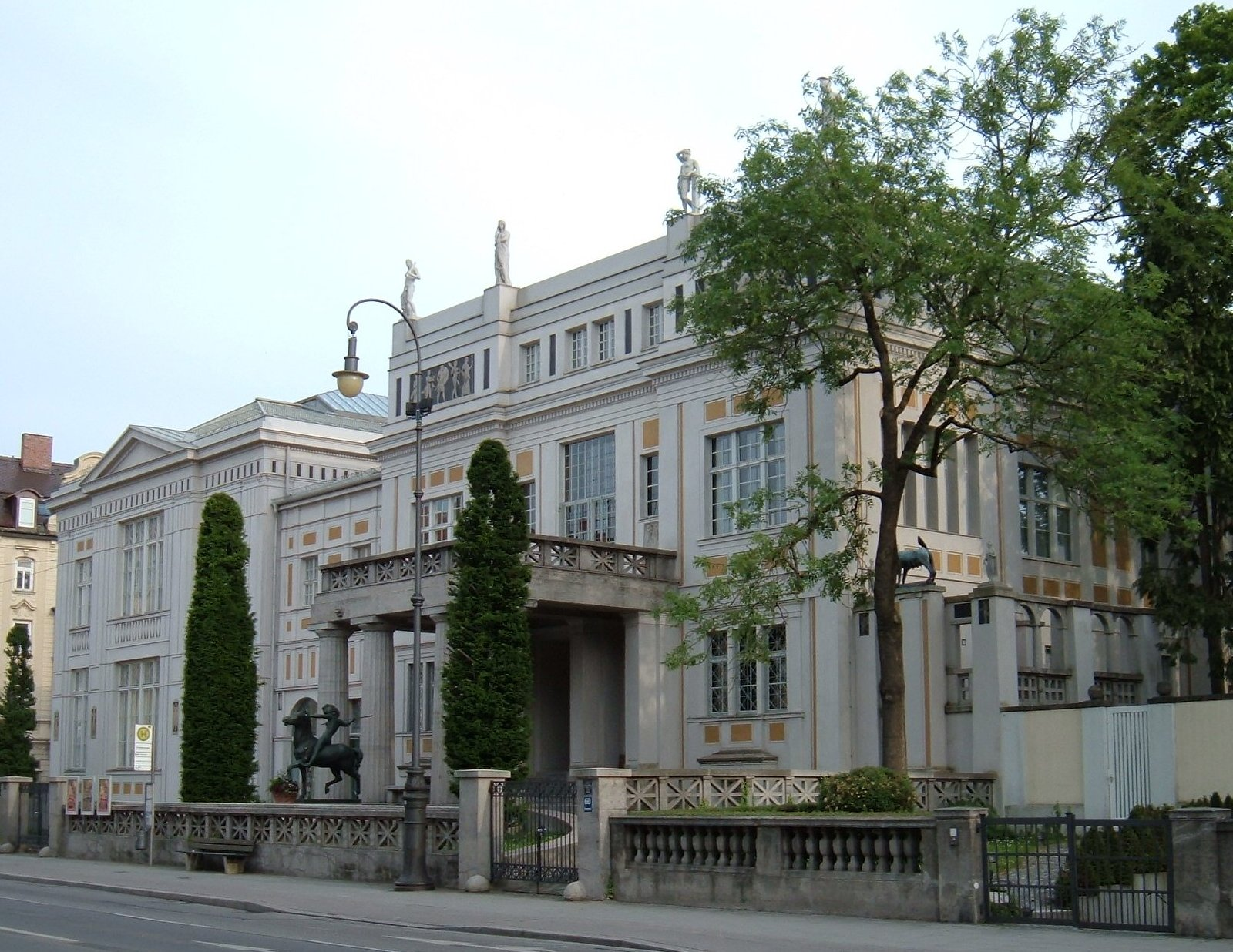
Villa Stuck

Im rechts der Isar nordöstlich der Altstadt gelegenen Stadtteil Bogenhausen steht am Bogenhausener Kirchplatz die Rokoko-Kapelle St. Georg, 1766 bis 1768 von Johann Michael Fischer erbaut. Weiter sehenswert ist das Hildebrandhaus, das die Monacensia, eine Münchner Handschriftensammlung und Bibliothek, beherbergt.
Das Büroviertel Arabellapark ist geprägt vom 114 Meter hohen Hypo-Haus und Hotelhochhäusern. Am Effnerplatz steht die 52 Meter hohe Skulptur Mae West.
An der Prinzregentenstraße befindet sich die Villa Stuck, die 1897/1898 von Franz von Stuck im Stil von Klassizismus und Jugendstil entworfen wurde. Heute sind hier neben wechselnden Ausstellungen und den Wohnräumen des Malerfürsten Exponate des Münchner Jugendstils zu sehen. Am Prinzregentenplatz befindet sich das Prinzregententheater. Das Theater wurde 1900/1901 von Max Littmann in einem Mix aus Neoklassizismus und Jugendstil erbaut. Im Hildebrandhaus befindet sich die Monacensia. Nahebei in der Höchlstraße liegt die ebenfalls von Max Littmann gegenüber seiner eigenen Villa erbaute Jugendstil-Villa von Rudolf Diesel. Das palastartige neubarocke Fleischerschlösschen wurde vom Reichsfinanzhof erworben, heute befindet sich hier der Bundesfinanzhof. In der Maria-Theresia-Straße 27, gleich in der Nähe des Hildebrandhauses, befindet sich die Villa Bechtolsheim, der von Martin Dülfer für Freiherr Clemens von Bechtolsheim erbaute älteste erhaltene Jugendstilbau Deutschlands. Das klassizistische Höchl-Schlössl diente zeitweise als Künstlervilla.

### Haidhausen, Au und Giesing

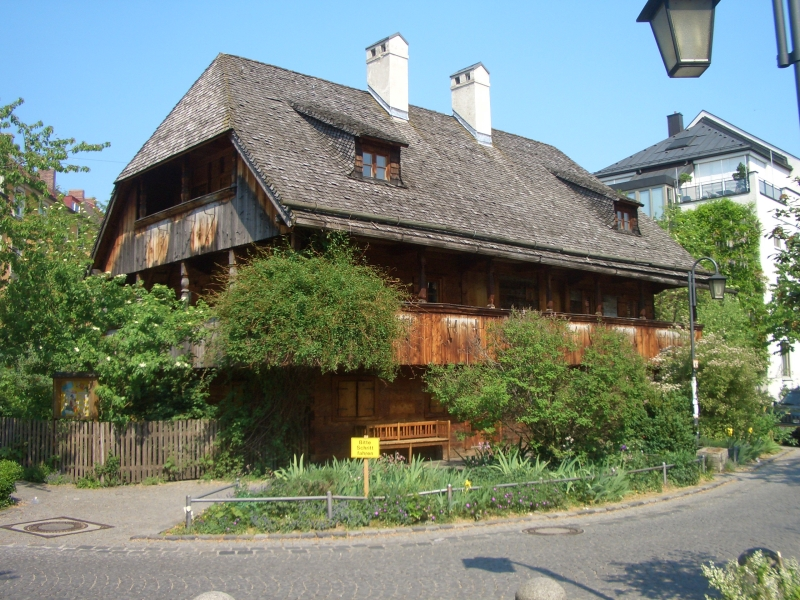
Der „Kriechbaumhof“ in der Preysingstraße, Haidhausen

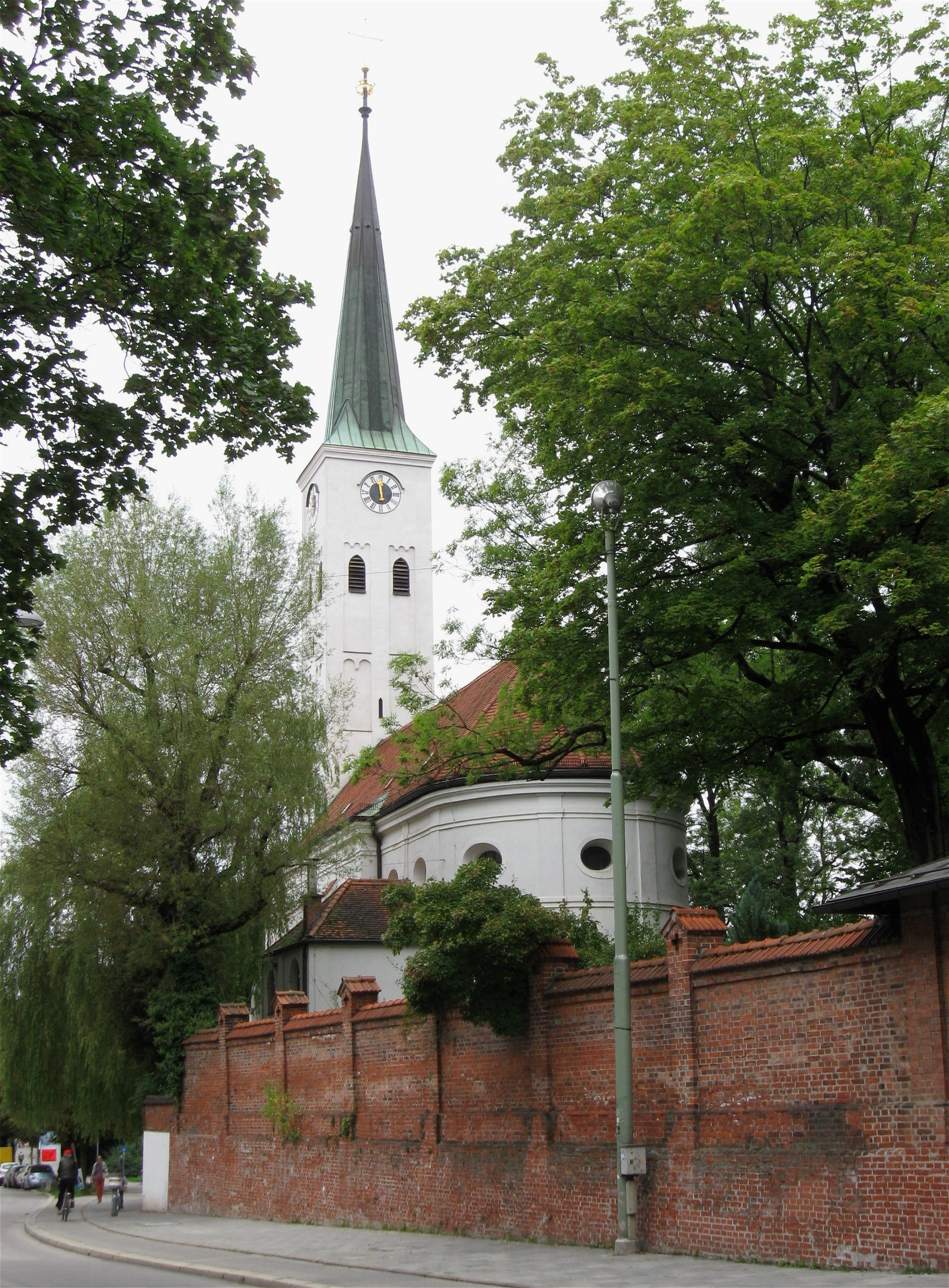
Alte Pfarrkirche St. Johann Baptist in Haidhausen

Diese Stadtviertel östlich und südöstlich der Altstadt rechts der Isar wurden erst 1854 nach München eingemeindet und galten lange als Wohnquartiere von Arbeitern und Tagelöhnern. Von den niedrigen sogenannten Herbergshäusern sind heute nur noch wenige erhalten, so das Üblacker-Häusl in der Preysingstraße 58, das heute ein Herbergenmuseum ist. Auffallend ist auch der Kriechbaumhof direkt gegenüber. Von 1879 bis 1900 entstand in Haidhausen das sogenannte Franzosenviertel, das von Arnold Zenetti als modernes Mietshausviertel geplant wurde. In den 1970er Jahren wurden die Altbauten in Haidhausen umfangreich saniert und das Viertel zum Szeneviertel. Die Alte Pfarrkirche St. Johann Baptist ist erhalten geblieben. Die nahe gelegene neue St.-Johann-Baptist-Kirche in Haidhausen ist eine von drei großen neugotischen Kirchen dieser Stadtviertel rechts der Isar und die größte von ihnen. Die benachbarte Kirche St. Johannes weist dagegen neuromanische Architektur auf. In der Kirchenstraße liegt als prachtvolle Baugruppe das Ehemalige Brausebad von Carl Hocheder.

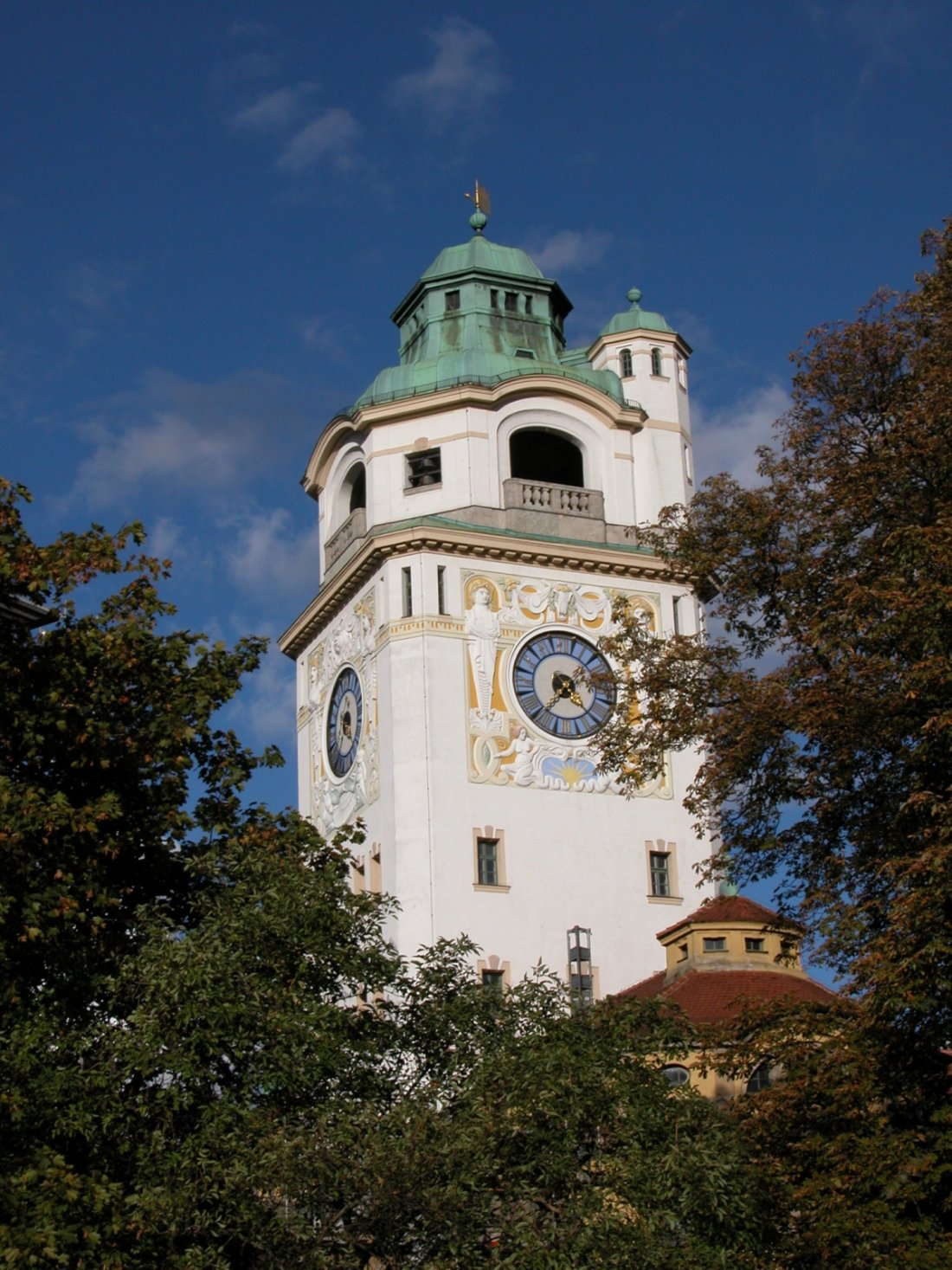
Der Turm des Müllerschen Volksbades

An der Isar befindet sich das Müllersche Volksbad, ein großes Jugendstilbad, ebenfalls von Hocheder erbaut. Unweit davon liegt das Muffatwerk sowie das Kulturzentrum Gasteig, das zugleich das Haus der Münchner Philharmoniker sowie das Haupthaus der Münchner Volkshochschule, der Münchner Stadtbibliothek und eine Außenstelle der Hochschule für Musik und Theater München ist. Am Gasteig befindet sich auch die spätgotische Kirche St. Nikolai am Gasteig mit angebauter Loretokapelle. Weiter im Südosten liegt St. Wolfgang mit neubarockem Turm.
Zentrum der Au ist der Mariahilfplatz mit der neugotischen Mariahilfkirche, die älteste der drei großen neugotischen Kirchen rechts der Isar. Auf dem Platz findet auch die Auer Dult statt. Am Mariahilfplatz 17 im ehemaligen Amtsgericht, befindet sich in einem stattlichen, neubarocken Gruppenbau mit Turm, das Landratsamt München. An der Ohlmüllerstraße bestehen noch zwei barocke Flügel des ehemaligen Paulanerklosters sowie ein klassizistischer Bau der ehemaligen Zacherl’sche Bierbrauerei. Auch der Nockherberg befindet sich in diesem Viertel.
Mit Beginn der Nachkriegszeit setzte im Stadtteil Giesing durch den Wiederaufbau kriegszerstörter Wohnhäuser und Erschließung von Baulandreserven eine rege Neubautätigkeit ein, rund 3/4 des Wohnungsbestands wurden nach 1948 erbaut. Nur noch in Alt-Giesing, vornehmlich um die 1886 an der Isarhangkante erbaute neugotische Hallenkirche Heilig Kreuz haben sich einzelne historische Vorstadtensembles erhalten. Auch die Heilig-Kreuz-Kirche ist als einzige der großen neugotischen Kirchen rechts der Isar noch ganz original erhalten. In Obergiesing befindet sich der Ostfriedhof mit einem monumentalen Kuppelgebäude sowie das neubarocke Armenversorgungshaus St. Martin, in Untergiesing das Schlösschen Birkenleiten und die neubarocke Kirche  St. Franziskus. Der 1898 errichtete Giesinger Bahnhof ist heute ein Verkehrsknotenpunkt sowie ein Kulturzentrum des Stadtteils.

### Neuhausen, Gern und Nymphenburg

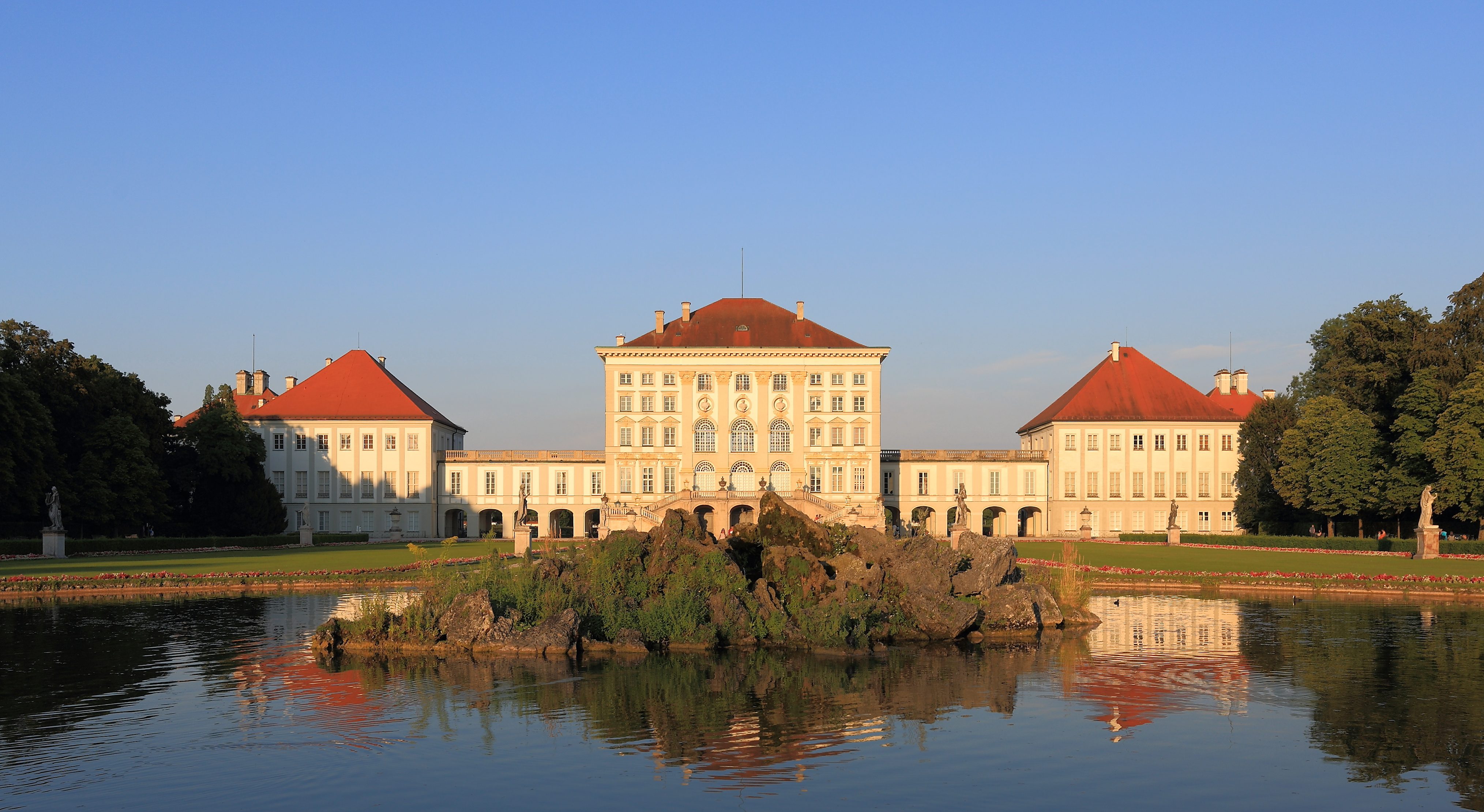
Rückansicht des Schlosses Nymphenburg

Im Stadtteil Neuhausen nordwestlich der Altstadt befindet sich im Hirschgarten der größte Biergarten der Stadt, die gotische Winthirkirche sowie die futuristische Herz-Jesu-Kirche. Ab 1928 entstand die Siedlung Neuhausen. Am Dom-Pedro-Platz liegen die neugotische Christuskirche und das Heiliggeistspital, ein weitläufiger, klosterartiger Neubarock-Komplex. St. Theresia liegt nahebei an der Landshuter Allee, die den Nymphenburg-Biedersteiner Kanal überquert. Einer der ältesten Bauten Neuhausens ist die mehrfach erneuerte Winthirkirche.
Gern ist geprägt von zahlreichen Villen und dem Schlosskanal zum angrenzenden Schloss Nymphenburg mit seinem Schlosspark. Gleich neben dem Schloss befindet sich der Botanische Garten und das Museum Mensch und Natur. Viele kleine Anwesen, zum Teil mit Fachwerkgiebeln samt Atelierfenstern sowie vor und rückseitigen Gärtchen wurden im Nymphenburger Ortsteil errichtet, meist dicht an dicht im Stil englischer Backsteinreihenhäuser. Am Ostende des Nymphenburger Kanals befindet sich der Hubertusbrunnen.

### Sendling

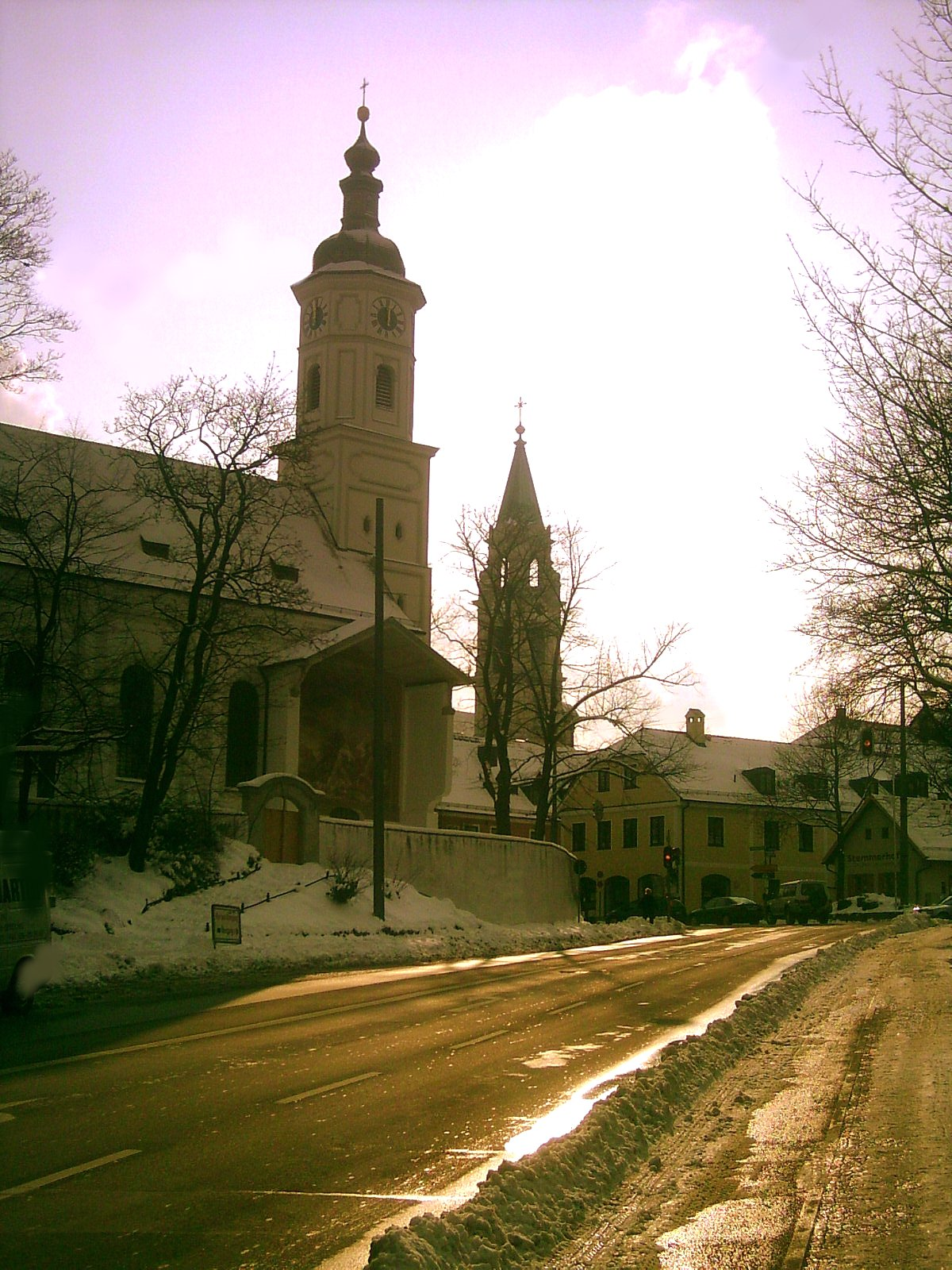
Sendlinger Pfarrkirchen St. Margaret

Das alte Dorf Sendling südlich der Altstadt war 1705 Schauplatz der Sendlinger Mordweihnacht. Um die alte Pfarrkirche St. Margaret ist der alte Dorfkern noch gut erkennbar. Der Stemmerhof war einer der letzten Bauernhöfe im inneren Stadtgebiet. Die große Pfarrkirche gleichen Namens nahe dem Harras wurde zu Beginn des zwanzigsten Jahrhunderts (1905) in italienischem Neubarock erbaut, zur Erinnerung an die Erhebung Bayerns zum Königreich hundert Jahre zuvor aber auch zum Gedenken an die Sendlinger Mordweihnacht, die bereits zweihundert Jahre zurücklag. Mit St. Korbinian und St. Achaz besitzt Sendling zwei weitere neubarocke Kirchen. In unmittelbarer Nachbarschaft zu St. Korbinian liegt das Gelände der Großmarkthalle München. Ein Denkmal der Industrialisierung im 19. Jahrhundert ist das Gebäude des einstigen Isartalbahnhofs. Der Harras ist ein wichtiger Verkehrsknotenpunkt im Viertel. An der Nordseite des im Grundriss dreieckigen Areals stehen aneinandergereiht mehrere Wohnhäuser im Jugendstil aus der Zeit um 1900, die Südseite wird begrenzt durch ein Postamt, das zu den Klassikern der baulichen Moderne in München gehört. Am Gotzingerplatz weiter südlich scheiterte der Bau einer Moschee. Das eindrucksvolle Gebäude des Altenheims St. Josef am Luise-Kiesselbach-Platz mit seinen prächtigen Glockentürmen wurde bis 1928 erbaut und ist heute mit seiner neubarocken Kirche ein Wahrzeichen von Sendling.

## Außenbezirke

### Münchner Süden

#### Isarauen, Thalkirchen und Harlaching

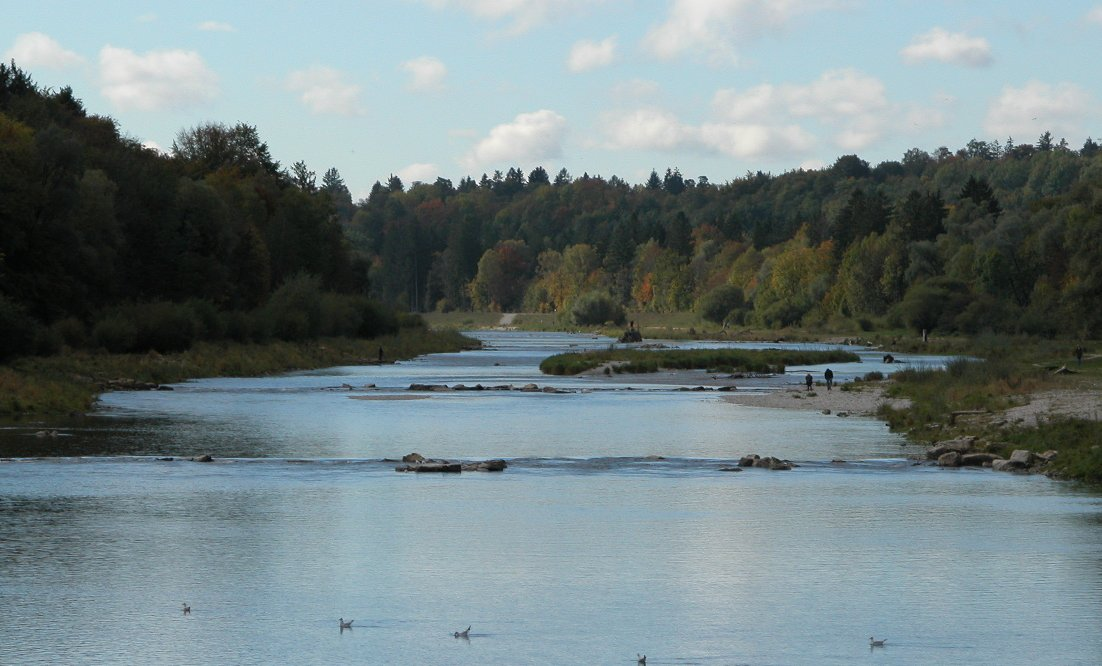
Die Isar südlich vom Tierpark Hellabrunn

Die Isarauen durch die Stadt wurden im Südabschnitt aufwändig renaturiert. Der bisher in ein kanalisiertes Korsett gezwängte Fluss kann nun wieder frei fließen. Die Kiesbänke des Flauchers sind im Sommer von Badenden und Grillpartys stark frequentiert. Westlich des Flauchers entstand bis 2021 die Isar-Philharmonie.
Gegenüber dem Flaucher liegt im Süden der Stadt der Tierpark Hellabrunn. Entlang der Isar führt ein beliebter Radweg. Besonders der Abschnitt von München nach zum Kloster Schäftlarn und weiter nach Wolfratshausen ist sehr reizvoll.
Im Süden der Stadt finden sich wohlhabende Viertel wie Harlaching oder das schon nicht mehr zu München gehörende Grünwald. Am Isarhochufer in Harlaching steht die alte Wallfahrtskirche St. Anna sowie der Gutshof Menterschwaige. In Grünwald befindet sich auch die Bavaria Filmstadt und die einzige mittelalterliche Burg, die sich im Raum München erhalten hat, Burg Grünwald mit Ausstellungen der Archäologischen Staatssammlung.

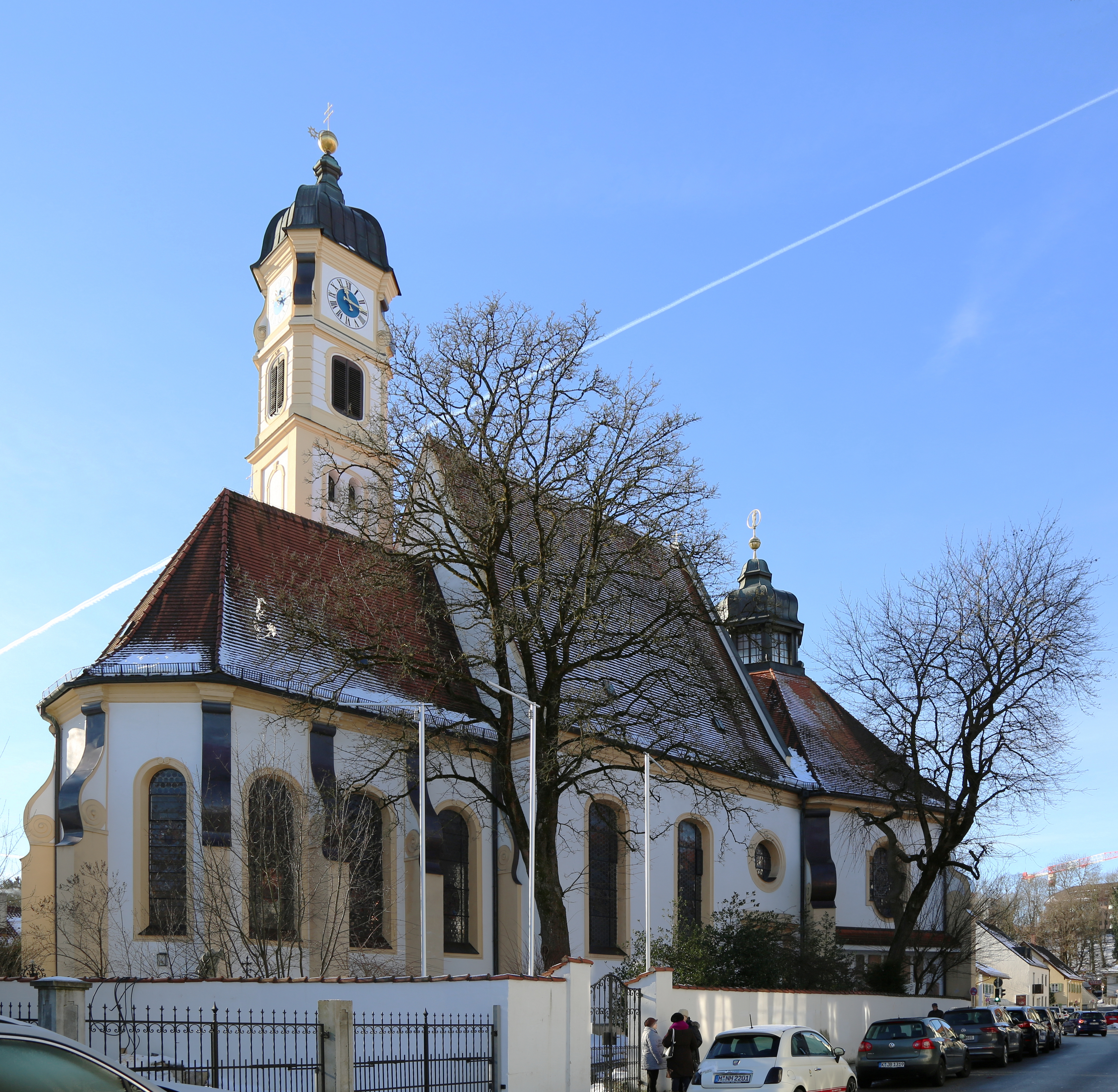
St. Maria Thalkirchen

Das Asam-Schlössl ist das ehemalige Wohnhaus des Barockkünstlers Cosmas Damian Asam im Münchner Stadtteil Thalkirchen. Die Kirche St. Maria Thalkirchen stammt aus der Barockzeit. An der Isar liegt das Isarwerk 1.

#### Fürstenried, Forstenried und Solln

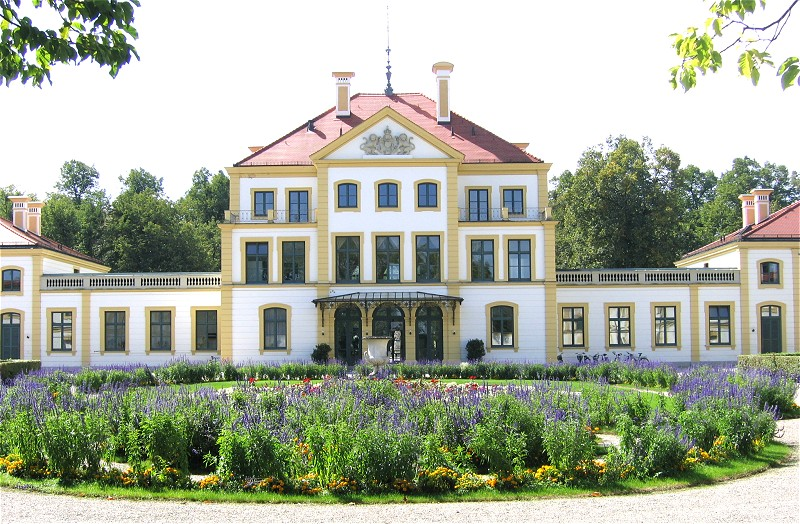
Schloss Fürstenried

In Fürstenried steht das von Joseph Effner erbaute Schloss Fürstenried, in dem von 1883 bis 1916 der als geisteskrank geltende König Otto von Bayern lebte. Die Kirche von Forstenried ist für ein seltenes romanisches Kreuz bekannt, das sich im Inneren befindet. Der Derzbachhofs in der Forstenrieder Allee 179 im Zentrum von Forstenried aus dem Jahre 1751 gilt als ältester Bauernhof der Stadt, das Anwesen ist im Viertel auch unter dem Namen Feichtbauernhof bekannt. Südlich von München breiten sich die großen Wälder Perlacher Forst und Fürstenrieder Forst aus, die von Spaziergängern und Radfahrern stark frequentiert sind.
Der alte Dorfkern von Solln steht als Ensemble unter Denkmalschutz. Dort befindet sich die aus dem 15./17. Jahrhundert stammende alte Sollner Kirche, der 1892 erbaute Gasthof Sollner Hof und weitere denkmalgeschützte Bauern- und Wohnhäuser. Das Gutshaus des Guts Warnberg am höchsten Punkt der Stadt (580,06 Meter über dem Meeresspiegel) wurde als Burg vermutlich im 12. Jahrhundert errichtet, der heutige Bau stammt im Kern von 1667. Die Villenkolonie Solln ist ebenso wie die Villenkolonie Prinz-Ludwigs-Höhe auf dem Isarhochufer Richtung Thalkirchen geprägt durch zahlreiche denkmalgeschützte Villen aus dem Ende des 19. und Anfang des 20. Jahrhunderts.

### Münchner Westen

#### Pasing

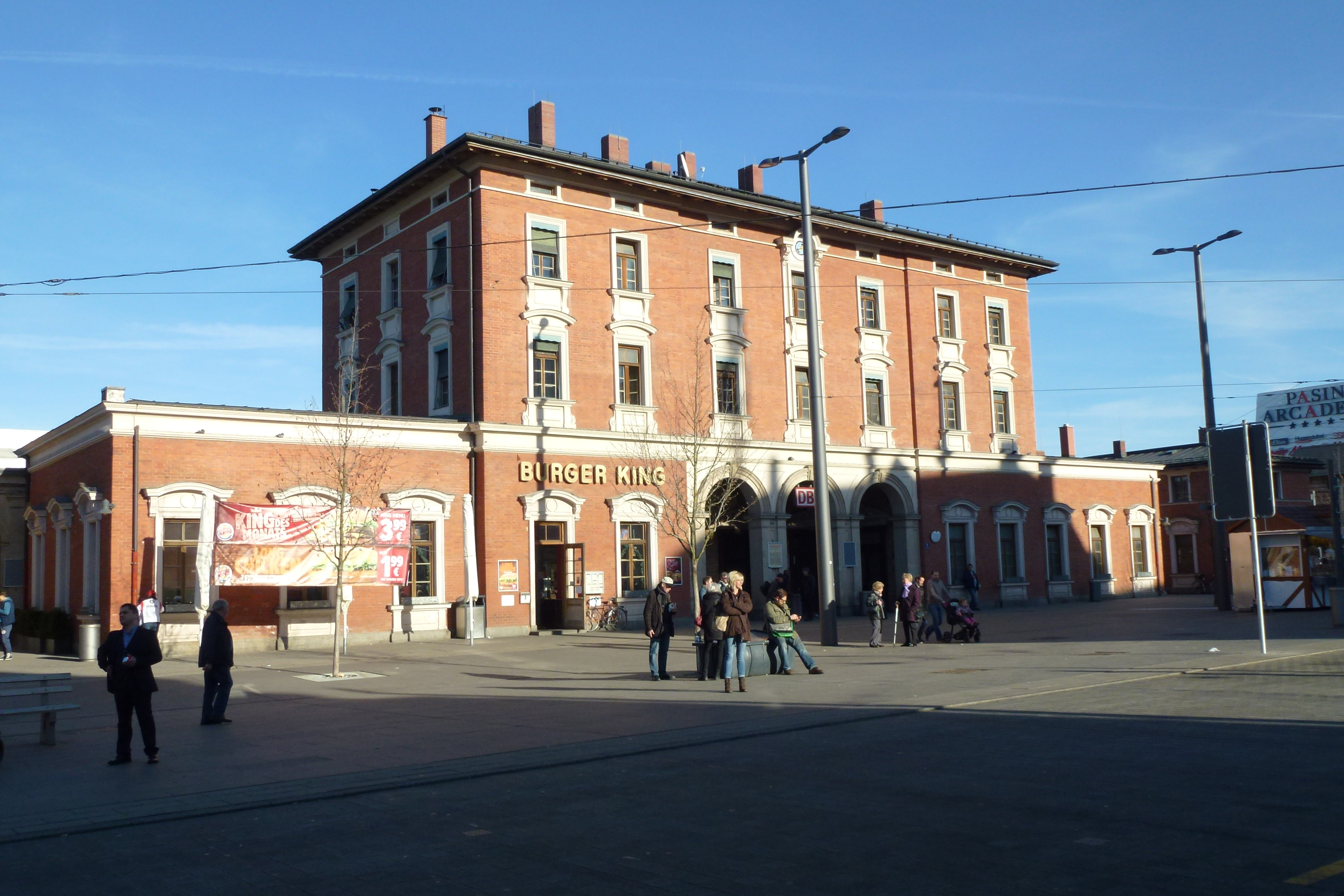
Pasinger Bahnhof

Im Westen befindet sich Pasing, das 1905 zur Stadt erhoben wurde, dann aber 1938 nach München eingemeindet wurde. Zentrum ist der Pasinger Marienplatz mit Mariensäule. In der Nähe liegt das Pasinger Rathaus und der Pasinger Viktualienmarkt sowie die Pfarrkirchen Mariä Geburt und Maria Schutz. Nahe am alten Pasinger Bahnhof liegt die neubarocke Himmelfahrtskirche.
Neben dem weiterhin geöffneten alten Empfangsgebäude am Pasinger Bahnhof von 1873 besteht auch noch der ältere erste Bahnhofsbau von 1847, ein von Friedrich Bürklein entworfenes, backsteinernes Stationsgebäude. Dieses gilt als „Miniatur-Replik des Münchner Urhauptbahnhofs“. Bürklein hatte ebenfalls den alten Münchner Hauptbahnhof entworfen. Dieser  Alter Pasinger Bahnhof, ein zweigeschossiger Bau mit zwei Seitenflügeln und einer Wartehalle, ist der älteste noch erhaltene Bahnhof in Oberbayern.
Vom Pasinger Wasserschloss der Hofmark Pasing, einer von der Würm umfluteten burgähnlichen Befestigung haben sich nur die Burginsel, einige mittelalterliche Gewölbe sowie der Wassergraben erhalten. Die Pasinger Fabrik beim Bahnhof heute ist ein Kulturzentrum. Der Stadtteil wird von der Würm durchflossen, hier befindet sich auch der Pasinger Stadtpark. In Pasing liegt auch das spätklassizistische Schloss Gatterburg.

#### Pipping, Aubing, Lochhausen und Freiham

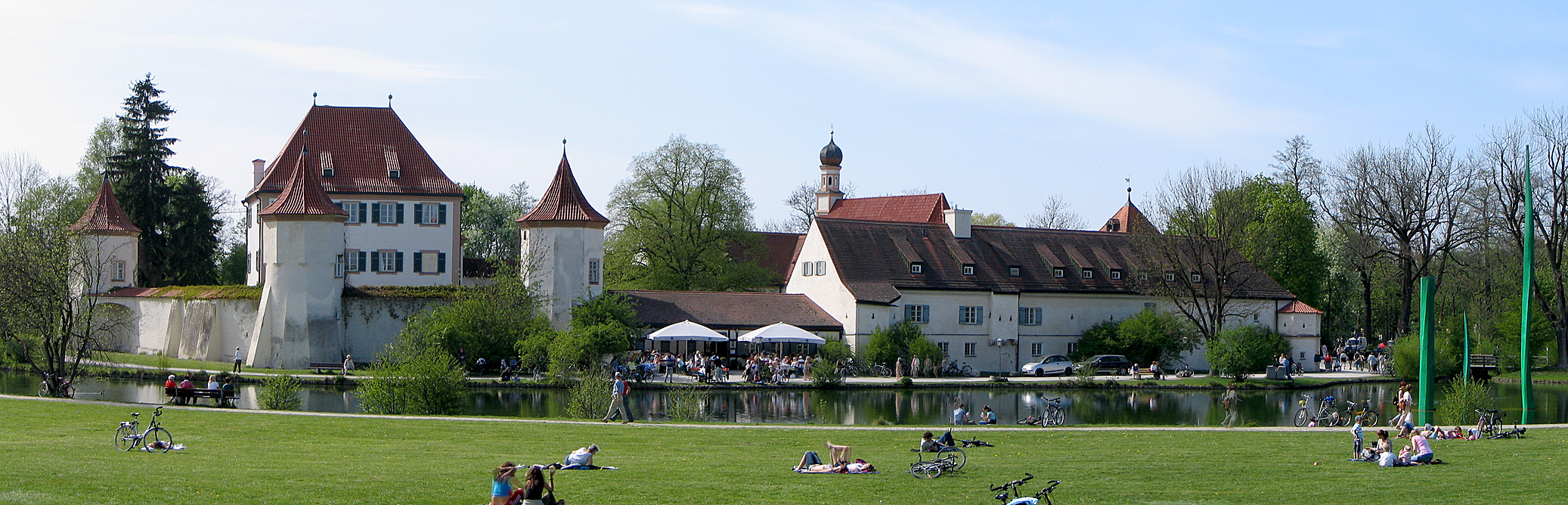
Schloss Blutenburg

Nördlich von Pasing an der Würm liegt das Schloss Blutenburg mit der bekannten spätgotischen Schlosskapelle. Ebenfalls mit originaler spätgotischer Ausstattung hat sich in Pipping die St. Wolfgangskirche erhalten.
Der romanische Turm der katholischen Kirche St. Quirin ist das älteste erhaltene Gebäude Aubings weiter westlich von Pasing. Ein Wahrzeichen von Aubing ist auch der Aubinger Wasserturm.
Nahe Neuaubing findet man das mittelalterliche Gut Freiham samt seiner Heilig-Kreuz-Kirche und Schloss Freiham, das namensgebend für den neuen Stadtteil Freiham wurde. St. Michael in Lochhausen stammt aus gotische Zeit.

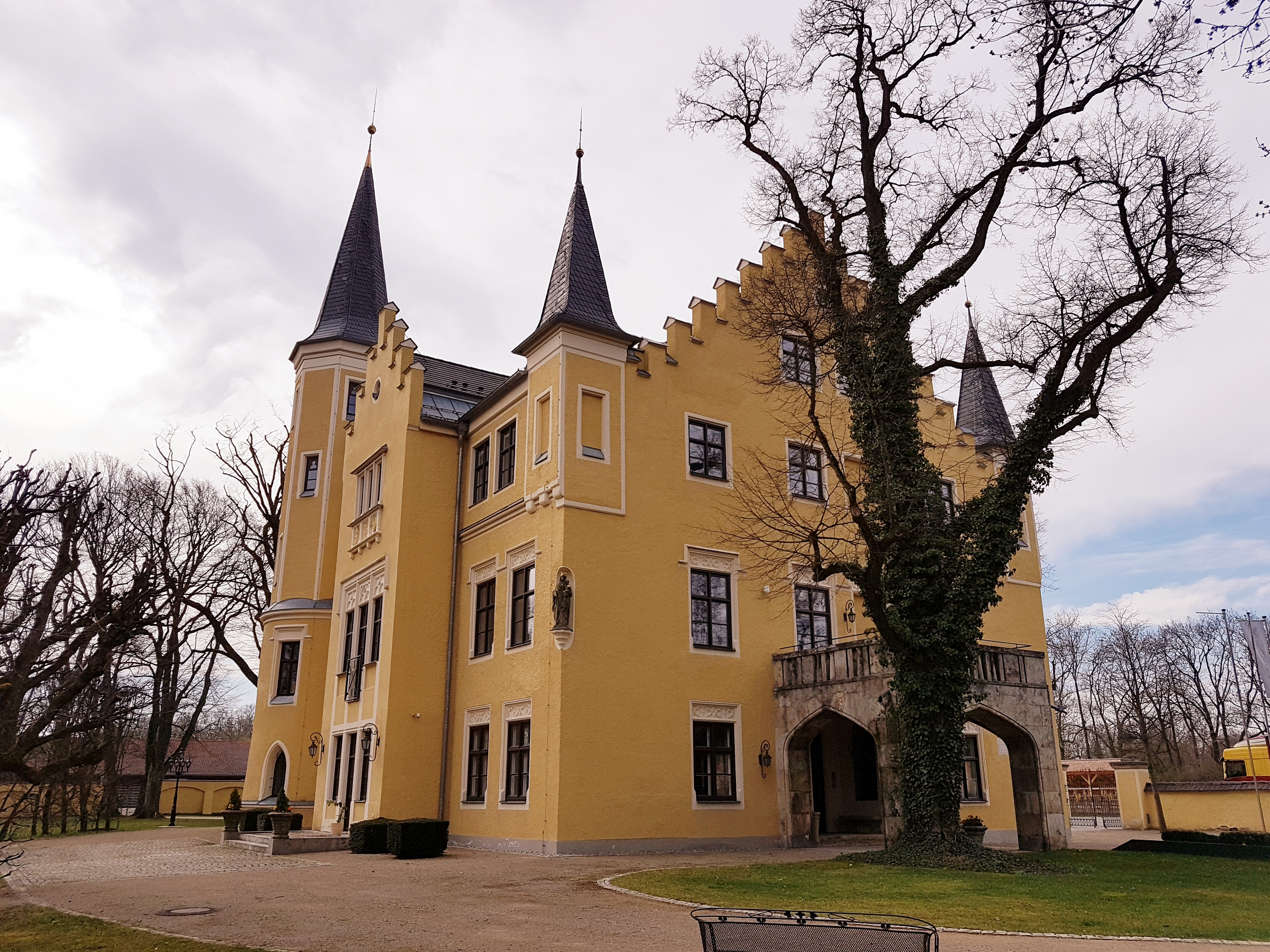
Schloss Freiham

#### Großhadern, Laim und Westpark
Auch St. Peter in Großhadern gehört zu den Kirchen aus gotischer Zeit während in St. Canisius zu Beginn des 20. Jahrhunderts gotische und barocke Formen verschmolzen wurden. In Großhadern befindet sich auch der Waldfriedhof, der größte Friedhof der Stadt.

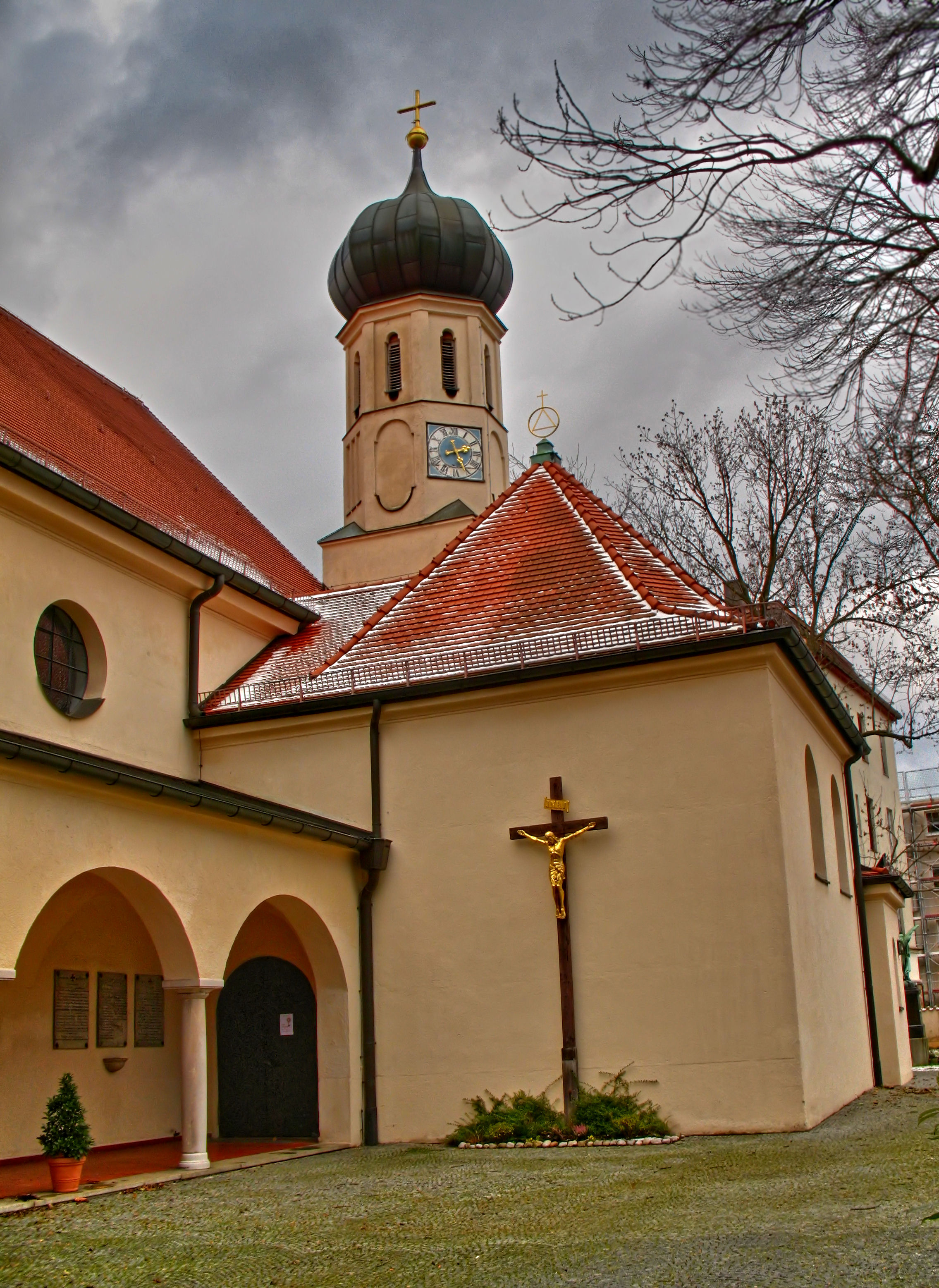
St. Ulrich, Seitenkapelle

Zwischen dem Westend und Pasing findet sich im Stadtteil Laim die ländlich anmutende katholische Pfarrkirche St. Ulrich mit dem traditionellen Zwiebelturm, umgeben von einem dörflich wirkenden Friedhof, in dem seit Beginn des 20. Jahrhunderts keine Bestattungen durchgeführt werden. Das Laimer Schlössl in der Agnes-Bernauer-Straße wurde unter Max Emanuel als Wirtschaftsgebäude im nicht mehr bestehendem Laimer Schlossgut errichtet, und später umgebaut.
Im Westpark, der 1983 die Internationale Gartenbauausstellung beherbergte, liegt das Ostasienensemble mit einer Nepalesischen Pagode, einer Thaisala sowie den chinesischen und den japanischen Gartenanlagen. Nahebei befindet sich die mittlerweile traditionsreiche, nun BMW Park genannte Mehrzweckhalle.

### Münchner Norden

#### Freimann und  Fröttmaning

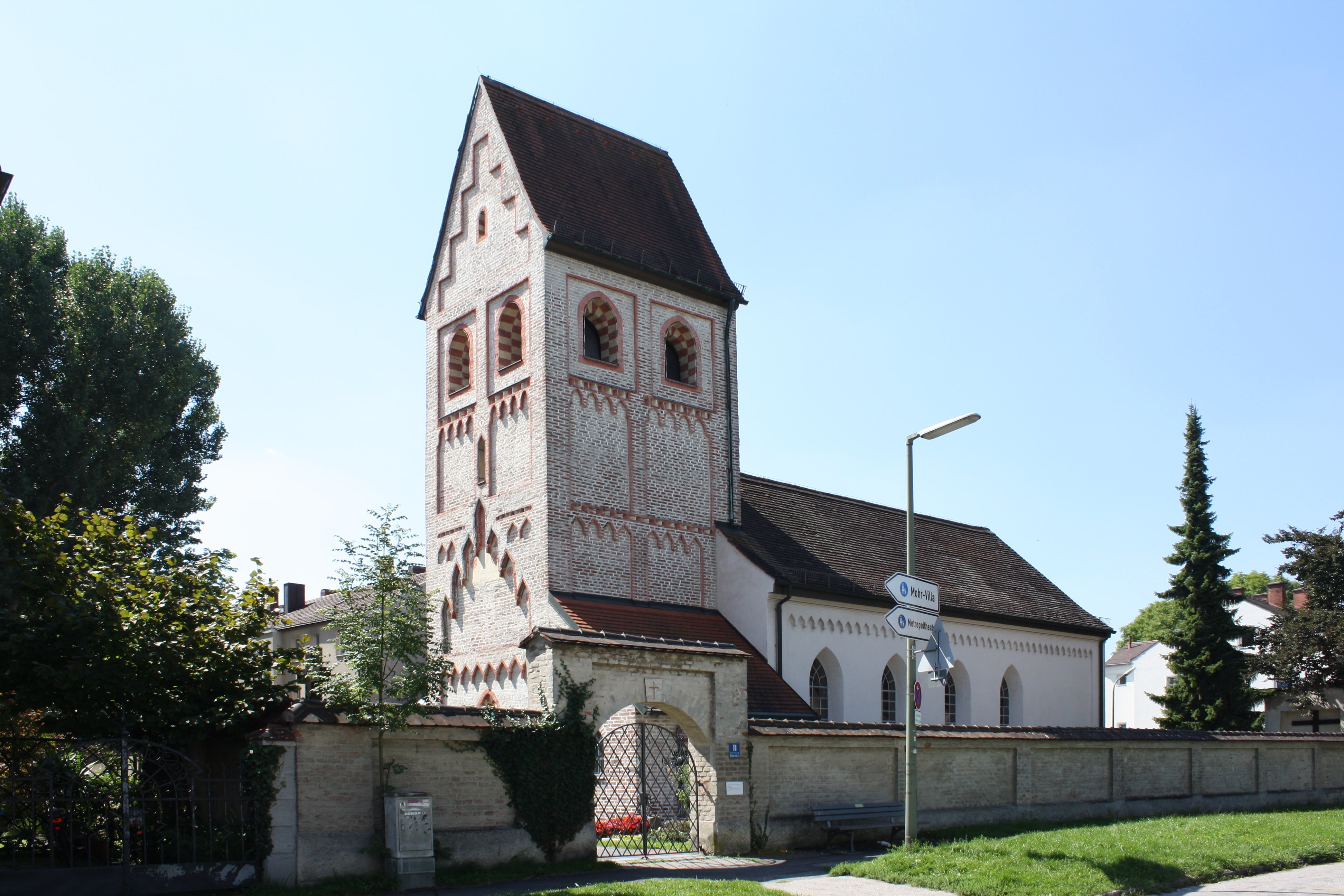
St. Nikolaus in Freimann

Im Stadtnorden befinden sich auch einige Stadtviertel, die in den 1960er und 1970er Jahren stark gewachsen oder gar erst entstanden sind. St. Nikolaus in Freimann stammt aus dem 14. Jahrhundert. Ebenfalls in Freimann befindet sich die größte Studentensiedlung Deutschlands, die Studentenstadt Freimann.

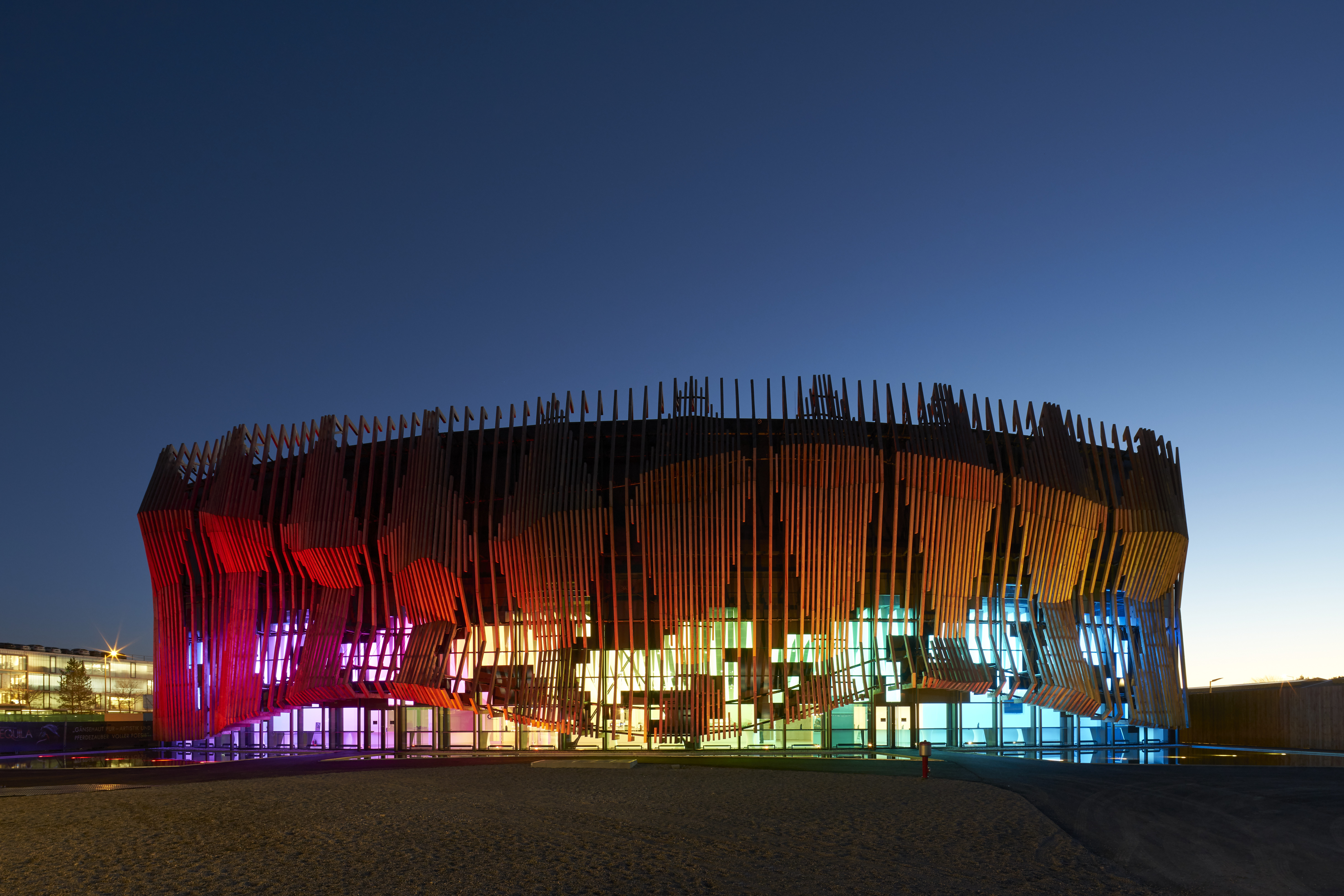
Showpalast München

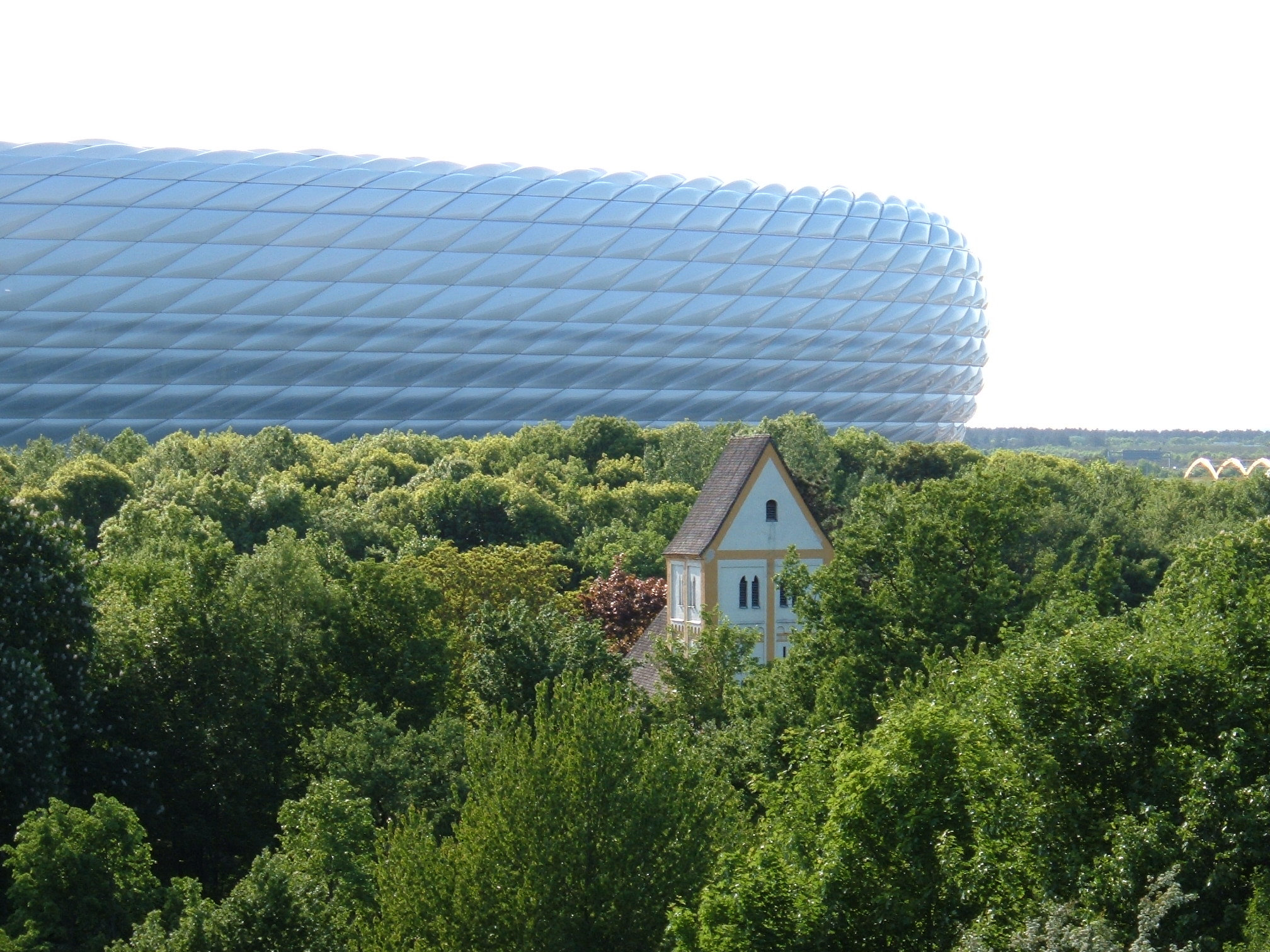
Allianz Arena und Heilig-Kreuz-Kirche in Fröttmaning

In Fröttmaning befindet sich das neue Fußballstadion, die Allianz Arena. Gleich auf der anderen Seite der Autobahn liegt die älteste Kirche, die sich innerhalb der heutigen Stadtgrenzen erhalten hat, Hl. Kreuz mit einem romanischen Fresko. Neben der Arena ist der Kunstpark Nord als Nachfolger des Kunstpark Ost geplant. Südlich der Arena befindet sich der Showpalast München mit seiner Holzrasterschale (Graft Architekten), erbaut als fester Theaterbau für die Apassionata-Pferdeschau.
Gleich jenseits der nördlichen Stadtgrenze liegen Garching mit seinen Universitätsbauten und Oberschleißheim mit der Flugwerft und Schloss Schleißheim.

#### Feldmoching, Milbertshofen und Olympiapark
Feldmoching wirkt fast noch ländlich. Dabei war es einst der Hauptort im heutigen Münchner Norden mit eigener Kirche (um 700) und Amtssitz. Durch die Gründung Münchens und später den Bau von Schloss Schleißheim (1599) verlor Feldmoching seine Bedeutung. Die Kirche St. Peter und Paul hat aber noch einen mittelalterlichen Kern, das Pfarrhaus stammt ursprünglich aus dem 18. Jahrhundert.

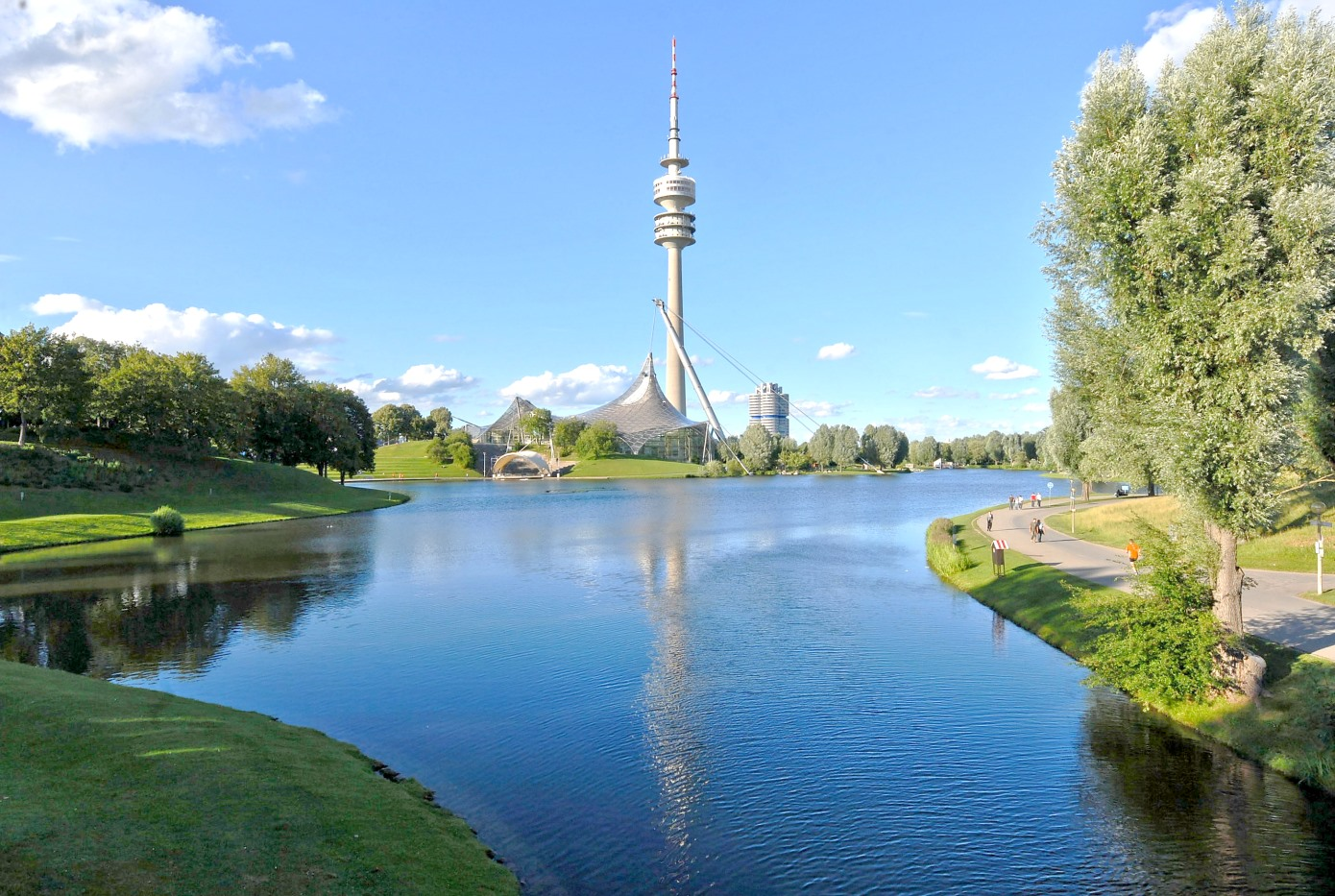
Olympiapark

Nur noch zum Teil erhalten ist die Alte St.-Georgs-Kirche in Milbertshofen. Ebenfalls im Bezirk Milbertshofen-Am Hart liegt der Olympiapark mit dem Olympiaturm, dem Olympiastadion und der Olympia-Schwimmhalle. Nördlich davon befinden sich das Olympische Dorf und benachbart das BMW-Hochhaus, BMW Group Classic, die BMW Welt sowie der SAP Garden. Im Park lag bis 2023 die einst als Schwarzbau entstandene Ost-West-Friedenskirche.

#### Moosach, Allach und Menzing
Weiter westlich am Georg-Brauchle-Ring in Moosach steht das mit 146 Metern bisher höchste Hochhaus der Stadt, Uptown München. In Moosach befindet sich auch das Olympia-Einkaufszentrum, der Westfriedhof mit seiner Aussegnungshalle, einem großen Kuppelbau, sowie die spätromanische Alte Pfarrkirche St. Martin und das Pelkovenschlössl. In Allach liegen die gotische Kirche St. Peter und Paul und das neuzeitliche Schloss Allach. Auch die spätgotische Pfarrkirche von Untermenzing heißt St. Martin. In Obermenzing befindet sich als Teil einer gründerzeitlichen Villenkolonie die Apfelallee.

### Münchner Osten

#### Ramersdorf, Perlach und Berg am Laim

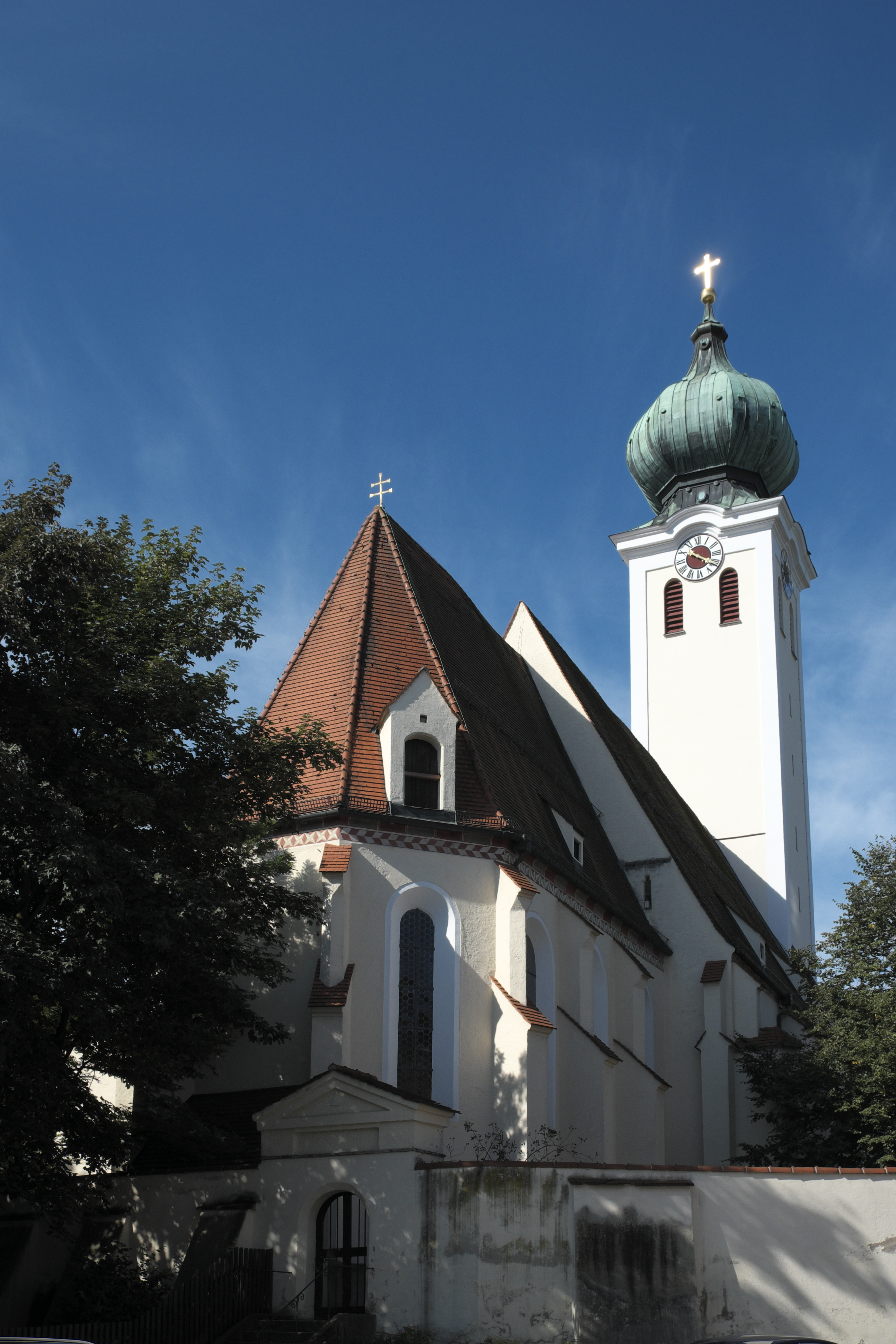
Außenansicht von St. Maria Ramersdorf

In Ramersdorf mit seiner gotisch-barocken Wallfahrtskirche Mariä Himmelfahrt und in Perlach mit der barocken Pfarrkirche St. Michael ist die Struktur der alten Dorfkerne noch gut erkennbar. Eines der ältesten Gebäude in Perlach ist das sogenannte Schloss Perlachsoed. Dagegen ist St. Paulus eine der ältesten neugotischen Kirchen Bayerns. Auf der östlich des alten Dorfes Perlach gelegenen ehemaligen Perlacher Haid ist mit Neuperlach eine der größten deutschen Satellitenstädte entstanden.

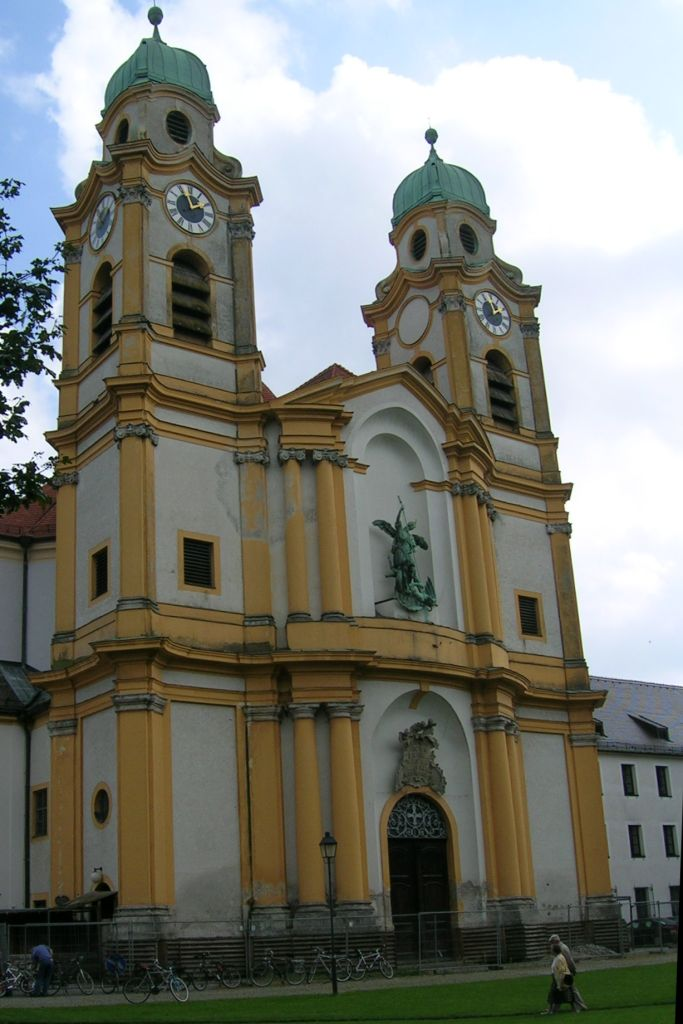
Außenansicht der Kirche St. Michael Berg am Laim

Nahe dem Ostbahnhof entstand bis 2012 das quergestellte Hochhaus der Medienbrücke. Hier im Werksviertel entstand auch Werk4, mit 86 Metern das höchste Hotelgebäude Münchens. Auch das Konzerthaus München soll hier entstehen. Unweit davon befinden sich mit den TenTowers, dem Neuen Technisches Rathaus sowie dem SV-Hochhaus drei weitere Hochhauskomplexe im Osten der Stadt. Die 1932 fertiggestellte St.-Pius-Kirche gilt als einer der interessantesten Sakralbauten im Stil der frühen Moderne im Süddeutschen Raum.
In Berg am Laim (Clemens-August-Str. 9) steht mit St. Michael eine bedeutende Kirche des bayerischen Rokokos. Erbaut wurde sie 1738 bis 1758 von Johann Michael Fischer. Im Inneren Werke von Johann Baptist Zimmermann, Johann Baptist Straub und Ignaz Günther. St. Stephan nahebei in Baumkirchen wurde bereits in spätgotischer Zeit errichtet.

#### Johanneskirchen, Englschalking, Daglfing und Oberföhring
Im Osten des Stadtbezirks Bogenhausen befinden sich neben Altbogenhausen in der Innenstadt weiter außerhalb im Osten der Stadt zahlreiche alte Siedlungen, von denen sich die Dorfkerne teilweise, und einige Dorfkirchen ganz erhalten haben.
In Johanneskirchen findet sich die spätromanische Chorturmkirche St. Johann Baptist. Mit St. Nikolaus hat auch Englschalking eine aus romanischer Zeit stammende ehemalige Dorfkirche. St. Philipp und Jakob in Daglfing wurde dagegen in der Barockzeit neu erbaut.
In Oberföhring befinden sich die Barockkirche St. Lorenz sowie die Sammlung Goetz, und in die St. Emmeram die St. Emmeramsmühle.
Weitere alte Dorfkerne, von denen sich wenig erhalten hat, befinden sich in Zamdorf, das das moderne SV-Hochhaus überragt, und in Denning. Ganz modern ist dagegen der Stadtteil Steinhausen mit den Hochhäusern am Vogelweideplatz.

#### Riem und Trudering
Auf dem Gelände des ehemaligen Flughafen München-Riem entstand ein neues Stadtviertel, mit dem Riemer Park als Landschaftspark für die Bundesgartenschau 2005 und dem neuen Messegelände der Messestadt Riem mit dem Messeturm. Vom alten Flughafen München-Riem haben sich nur das denkmalgeschützte Towergebäude sowie die Wappenhalle, das ehemalige Terminalgebäude erhalten.
St. Florian in der Riemer Messestadt bildet mit der angrenzenden Sophienkirche ein ökumenisches Zentrum und interessantes bauliches Ensemble. Bei den beiden alten Dorfkirchen St. Martin in Riem und St. Peter und Paul in Trudering stammen nur noch einige Teile von den Ursprungsbauten.